# Liste d'avions de chasse
La liste d'avions de chasse regroupe les appareils conçus pour le combat aérien. Elle ne comprend donc pas les avions ayant un usage primaire autre que celui-ci, tels que les bombardiers. Cette liste comprend les appareils en service actif, ceux qui en ont été retirés, les prototypes qui ont été abandonnés et les futurs projets. La liste n'inclut pas les projets pour lesquels aucun prototype n'a été construit. L'ordre de présentation est basé sur les constructeurs et un tri peut être fait sur chacune des colonnes.
- Haut – A
- B
- C
- D
- E
- F
- G
- H
- I
- J
- K
- L
- M
- N
- O
- P
- Q
- R
- S
- T
- U
- V
- W
- X
- Y
- Z

## Liste

### A
- Haut – A
- B
- C
- D
- E
- F
- G
- H
- I
- J
- K
- L
- M
- N
- O
- P
- Q
- R
- S
- T
- U
- V
- W
- X
- Y
- Z

| Nom de l'avion                                                | Pays d'origine                   | Année 1er vol | Nombre construit(s) | Statut       |
| ------------------------------------------------------------- | -------------------------------- | ------------- | ------------------- | ------------ |
| ACAZ C.2 chasseur biplace                                     | Belgique                         | 1926          | 1                   | Abandonné    |
| Adamoli-Cattani                                               | Italie                           | 1918          | 1                   | Abandonné    |
| AD Scout                                                      | Royaume-Uni                      | 1915          | 4                   | Abandonné    |
| ADA/HAL Advanced Medium Combat Aircraft                       | Inde                             | n/a           | 0                   | Projet       |
| AEG D.I, D.II & D.III                                         | Empire allemand                  | 1917          | 3                   | Abandonné    |
| AEG Dr.I triplan                                              | Empire allemand                  | 1917          | 1                   | Abandonné    |
| Aerfer Ariete                                                 | Italie                           | 1958          | 2                   | Abandonné    |
| Aerfer Sagittario II chasseur léger                           | Italie                           | 1956          | 2                   | Abandonné    |
| Aero Ae 02                                                    | Tchécoslovaquie                  | 1920          | 1                   | Abandonné    |
| Aero Ae 04                                                    | Tchécoslovaquie                  | 1921          | 1                   | Abandonné    |
| Aero A.18                                                     | Tchécoslovaquie                  | 1923          | 20                  | Retiré       |
| Aero A.19                                                     | Tchécoslovaquie                  | 1923          | 1                   | Abandonné    |
| Aero A.20                                                     | Tchécoslovaquie                  | 1923          | 1                   | Abandonné    |
| Aero A.102                                                    | Tchécoslovaquie                  | 1934          | 1                   | Abandonné    |
| Aeromarine PG-1                                               | États-Unis                       | 1922          | 1                   | Abandonné    |
| Aeronautica Umbra Trojani AUT.18                              | Italie                           | 1939          | 1                   | Abandonné    |
| AIDC F-CK-1 Ching-Kuo                                         | Taiwan                           | 1989          | 130                 | Opérationnel |
| Airco DH.1                                                    | Royaume-Uni                      | 1915          | 170 env.            | Retiré       |
| Airco DH.2                                                    | Royaume-Uni                      | 1915          | 453                 | Retiré       |
| Airco DH.5                                                    | Royaume-Uni                      | 1916          | 552                 | Retiré       |
| Albatros D.I                                                  | Empire allemand                  | 1916          | 50                  | Retiré       |
| Albatros D.II                                                 | Empire allemand                  | 1916          | 291                 | Retiré       |
| Albatros D.III                                                | Empire allemand                  | 1916          | 1 340               | Retiré       |
| Albatros D.IV                                                 | Empire allemand                  | 1916          | 1                   | Abandonné    |
| Albatros D.V & D.Va                                           | Empire allemand                  | 1917          | 2 500               | Retiré       |
| Albatros D.VI chasseur à hélice propulsive                    | Empire allemand                  | 1918          | 1                   | Abandonné    |
| Albatros D.VII                                                | Empire allemand                  | 1917          | 1                   | Abandonné    |
| Albatros D.IX                                                 | Empire allemand                  | 1918          | 1                   | Abandonné    |
| Albatros D.X                                                  | Empire allemand                  | 1918          | 1                   | Abandonné    |
| Albatros D.XI                                                 | Empire allemand                  | 1918          | 2                   | Abandonné    |
| Albatros D.XII                                                | Empire allemand                  | 1918          | 1                   | Abandonné    |
| Albatros Dr.I triplan                                         | Empire allemand                  | 1917          | 1                   | Abandonné    |
| Albatros Dr.II triplan                                        | Empire allemand                  | 1918          | 1                   | Abandonné    |
| Albatros L.65 chasseur / avion de reconnaissance biplace      | Allemagne - République de Weimar | 1925          | 2                   | Abandonné    |
| Albatros L 77v chasseur / avion de reconnaissance             | Allemagne - République de Weimar | 1928          | 4                   | Abandonné    |
| Albatros L.84                                                 | Allemagne - République de Weimar | 1931          | 5                   | Abandonné    |
| Albatros W.4 hydravion de chasse                              | Empire allemand                  | 1916          | 118                 | Retiré       |
| Albree Pigeon-Fraser Pursuit                                  | États-Unis                       | 1917          | 3                   | Abandonné    |
| Alcock A.1                                                    | Royaume-Uni                      | 1917          | 1                   | Abandonné    |
| Alekseyev I-211 & 215 (en)                                    | URSS                             | 1947          | 3                   | Abandonné    |
| Alter A.I                                                     | Empire allemand                  | 1917          | 1                   | Abandonné    |
| Ambrosini SAI.107 & 207                                       | Italie                           | 1940          | 14                  | Retiré       |
| Ambrosini SS.4                                                | Italie                           | 1939          | 1                   | Abandonné    |
| Amiot 110 chasseur léger, programme Jockey                    | France                           | 1928          | 2                   | Abandonné    |
| Anatra DI                                                     | Empire russe                     | 1916          | 1                   | Abandonné    |
| A.N.F. Les Mureaux 114 chasseur de nuit                       | France                           | 1931          | 2                   | Abandonné    |
| A.N.F. Les Mureaux 170                                        | France                           | 1932          | 2                   | Abandonné    |
| A.N.F. Les Mureaux 180 chasseur biplace                       | France                           | 1935          | 1                   | Abandonné    |
| A.N.F. Les Mureaux 190                                        | France                           | 1936          | 1                   | Abandonné    |
| Ansaldo A.1 Balilla                                           | Italie                           | 1917          | 307                 | Retiré       |
| Ansaldo SVA hydravion de chasse                               | Italie                           | 1917          | 50                  | Retiré       |
| Ansaldo SVA                                                   | Italie                           | 1917          | 1 245               | Retiré       |
| Arado SD.I                                                    | Allemagne - République de Weimar | 1927          | 2                   | Abandonné    |
| Arado SD.II                                                   | Allemagne - République de Weimar | 1929          | 1                   | Abandonné    |
| Arado SD.III                                                  | Allemagne - République de Weimar | 1929          | 1                   | Abandonné    |
| Arado SSD.I                                                   | Allemagne - République de Weimar | 1930          | 1                   | Abandonné    |
| Arado Ar 64                                                   | Allemagne - République de Weimar | 1930          | 20                  | Retiré       |
| Arado Ar 65                                                   | Allemagne - République de Weimar | 1931          | 85                  | Retiré       |
| Arado Ar 67                                                   | Allemagne - 3e Reich             | 1933          | 1                   | Abandonné    |
| Arado Ar 68                                                   | Allemagne - 3e Reich             | 1934          | 511                 | Retiré       |
| Arado Ar 76 chasseur léger                                    | Allemagne - 3e Reich             | 1934          | 189                 | Retiré       |
| Arado Ar 80                                                   | Allemagne - 3e Reich             | 1935          | 3                   | Abandonné    |
| Arado Ar 197                                                  | Allemagne - 3e Reich             | 1937          | 3                   | Abandonné    |
| Arado Ar 240                                                  | Allemagne - 3e Reich             | 1940          | 14                  | Abandonné    |
| Arado Ar 440                                                  | Allemagne - 3e Reich             | 1942          | 5                   | Abandonné    |
| Armstrong Whitworth Ara                                       | Royaume-Uni                      | 1919          | 2                   | Abandonné    |
| Armstrong Whitworth F.M. 4 Armadillo                          | Royaume-Uni                      | 1918          | 1                   | Abandonné    |
| Armstrong Whitworth A.W.16                                    | Royaume-Uni                      | 1930          | 18                  | Retiré       |
| Armstrong Whitworth F.K.6 chasseur lourd                      | Royaume-Uni                      | 1916          | 1                   | Abandonné    |
| Armstrong Whitworth F.K.9 & 10                                | Royaume-Uni                      | 1916          | 9                   | Abandonné    |
| Armstrong Whitworth Siskin                                    | Royaume-Uni                      | 1919          | 272                 | Retiré       |
| Armstrong Whitworth A.W.14 Starling                           | Royaume-Uni                      | 1927          | 2                   | Abandonné    |
| Armstrong Whitworth A.W.35 Scimitar                           | Royaume-Uni                      | 1935          | 6                   | Retiré       |
| Army Arsenal Model 3                                          | Japon                            | 1927          | 1                   | Abandonné    |
| Arsenal-Delanne 10                                            | France                           | 1941          | 1                   | Abandonné    |
| Arsenal VG-30 - 39                                            | France                           | 1938          | 40+                 | Retiré       |
| Arsenal VB-10                                                 | France                           | 1945          | 6                   | Abandonné    |
| Arsenal VG 90 chasseur embarqué                               | France                           | 1949          | 2                   | Abandonné    |
| Atlas Cheetah                                                 | Afrique du Sud                   | 1986          | 70                  | Opérationnel |
| Austin-Ball A.F.B.1                                           | Royaume-Uni                      | 1917          | 1                   | Abandonné    |
| Austin Osprey Triplane                                        | Royaume-Uni                      | 1918          | 1                   | Abandonné    |
| Austin Greyhound                                              | Royaume-Uni                      | 1919          | 3                   | Abandonné    |
| Avia BH-3                                                     | Tchécoslovaquie                  | 1921          | 14                  | Retiré       |
| Avia BH-4                                                     | Tchécoslovaquie                  | 1922          | 1                   | Abandonné    |
| Avia BH-6                                                     | Tchécoslovaquie                  | 1923          | 1                   | Abandonné    |
| Avia BH-7                                                     | Tchécoslovaquie                  | 1923          | 2                   | Abandonné    |
| Avia BH-8                                                     | Tchécoslovaquie                  | 1923          | 1                   | Abandonné    |
| Avia BH-17                                                    | Tchécoslovaquie                  | 1924          | 24                  | Retiré       |
| Avia BH-19                                                    | Tchécoslovaquie                  | 1924          | 2                   | Abandonné    |
| Avia BH-21                                                    | Tchécoslovaquie                  | 1925          | 184                 | Retiré       |
| Avia BH-23 chasseur de nuit                                   | Tchécoslovaquie                  | 1926          | 2                   | Abandonné    |
| Avia BH-33                                                    | Tchécoslovaquie                  | 1927          | 110                 | Retiré       |
| Avia B.34                                                     | Tchécoslovaquie                  | 1932          | 14                  | Retiré       |
| Avia B.534                                                    | Tchécoslovaquie                  | 1933          | 566                 | Retiré       |
| Avia B.634 (en)                                               | Tchécoslovaquie                  | 1936          | 1                   | Abandonné    |
| Avia B.35 (en)                                                | Tchécoslovaquie                  | 1938          | 3                   | Abandonné    |
| Avia B.135                                                    | Tchécoslovaquie                  | 1939          | 13                  | Retiré       |
| Avia S-199                                                    | Tchécoslovaquie                  | 1947          | 603                 | Retiré       |
| Aviatik D.I                                                   | Empire austro-hongrois           | 1917          | 700 env.            | Retiré       |
| Aviatik D.II                                                  | Empire austro-hongrois           | 1917          | 19                  | Retiré       |
| Aviatik D.III                                                 | Empire allemand                  | 1917          | 2                   | Abandonné    |
| Aviatik D.VI (en)                                             | Empire allemand                  | 1918          | 1                   | Abandonné    |
| Aviatik D.VII (en)                                            | Empire allemand                  | 1918          | 1                   | Abandonné    |
| Aviméta 88 chasseur de nuit / avion de reconnaissance biplace | France                           | 1927          | 1                   | Abandonné    |
| Aviotehas PN-3 (en)                                           | Estonie                          | 1939          | 1                   | Abandonné    |
| AVIS I                                                        | Hongrie                          | 1933          | 1                   | Abandonné    |
| AVIS II                                                       | Hongrie                          | 1935          | 1                   | Abandonné    |
| AVIS III                                                      | Hongrie                          | 1935          | 3                   | Abandonné    |
| AVIS IV                                                       | Hongrie                          | 1937          | 1                   | Abandonné    |
| Avro 523 Pike chasseur de Zeppelins                           | Royaume-Uni                      | 1916          | 2                   | Abandonné    |
| Avro 527                                                      | Royaume-Uni                      | 1916          | 1                   | Abandonné    |
| Avro 530 chasseur biplace                                     | Royaume-Uni                      | 1917          | 2                   | Abandonné    |
| Avro 531 Spider                                               | Royaume-Uni                      | 1918          | 2                   | Abandonné    |
| Avro Avenger                                                  | Royaume-Uni                      | 1926          | 1                   | Abandonné    |
| Avro 584 Avocet                                               | Royaume-Uni                      | 1927          | 2                   | Abandonné    |
| Avro Canada CF-100 Canuck                                     | Canada                           | 1950          | 692                 | Retiré       |
| Avro Canada CF-105 Arrow                                      | Canada                           | 1958          | 5                   | Abandonné    |

### B
- Haut – A
- B
- C
- D
- E
- F
- G
- H
- I
- J
- K
- L
- M
- N
- O
- P
- Q
- R
- S
- T
- U
- V
- W
- X
- Y
- Z

| Nom de l'avion                                        | Pays d'origine       | Année 1er vol | Nb. produits | Statut       |
| ----------------------------------------------------- | -------------------- | ------------- | ------------ | ------------ |
| Bachem Ba 349 intercepteur ADAV à moteur-fusée        | Allemagne - 3e Reich | 1945          | 36           | Abandonné    |
| BAJ IV (en) chasseur biplace                          | France               | 1919          | 2            | Abandonné    |
| B.A.T. Bantam                                         | Royaume-Uni          | 1918          | 15           | Abandonné    |
| B.A.T. F.K.25 Basilisk                                | Royaume-Uni          | 1918          | 3            | Abandonné    |
| Beardmore W.B.2                                       | Royaume-Uni          | 1917          | 3            | Abandonné    |
| Beardmore W.B.III                                     | Royaume-Uni          | 1917          | 100          | Retiré       |
| Beardmore W.B.IV                                      | Royaume-Uni          | 1917          | 1            | Abandonné    |
| Beardmore W.B.V                                       | Royaume-Uni          | 1917          | 2            | Abandonné    |
| Beardmore W.B.XXVI (en) chasseur biplace              | Royaume-Uni          | 1925          | 1            | Abandonné    |
| Bell YFM-1 Airacuda chasseur lourd                    | États-Unis           | 1937          | 13           | Retiré       |
| Bell XFL Airabonita chasseur embarqué                 | États-Unis           | 1940          | 1            | Abandonné    |
| Bell P-39 Airacobra                                   | États-Unis           | 1938          | 9 584        | Retiré       |
| Bell P-59 Airacomet                                   | États-Unis           | 1942          | 66           | Retiré       |
| Bell P-63 Kingcobra                                   | États-Unis           | 1942          | 3 303        | Retiré       |
| Bell XP-77 chasseur léger                             | États-Unis           | 1944          | 2            | Abandonné    |
| Bell XP-83                                            | États-Unis           | 1945          | 2            | Abandonné    |
| Berkmans Speed Scout                                  | États-Unis           | 1917          | 1            | Abandonné    |
| Bereznyak-Isayev BI-1 chasseur à moteur fusée         | URSS                 | 1942          | 9            | Abandonné    |
| Berliner-Joyce XFJ (en)                               | États-Unis           | 1930          | 1            | Abandonné    |
| Berliner-Joyce F2J (en)                               | États-Unis           | 1933          | 39           | Retiré       |
| Berliner-Joyce XF3J (en)                              | États-Unis           | 1934          | 1            | Abandonné    |
| Berliner-Joyce P-16                                   | États-Unis           | 1930          | 26           | Retiré       |
| Bernard 10                                            | France               | 1924          | 1            | Abandonné    |
| Bernard 12                                            | France               | 1926          | 1            | Abandonné    |
| Bernard 14                                            | France               | 1925          | 1            | Abandonné    |
| Bernard 15                                            | France               | 1926          | 1            | Abandonné    |
| Bernard 20                                            | France               | 1929          | 1            | Abandonné    |
| Bernard H.52 hydravion de chasse                      | France               | 1933          | 2            | Abandonné    |
| Bernard 74                                            | France               | 1931          | 2            | Abandonné    |
| Bernard H.110 hydravion de chasse                     | France               | 1935          | 1            | Abandonné    |
| Bernard 260                                           | France               | 1932          | 2            | Abandonné    |
| Bisnovat SK-2 (en)                                    | URSS                 | 1940          | 1            | Abandonné    |
| Blackburn F.3                                         | Royaume-Uni          | n/a           | 1            | Abandonné    |
| Blackburn Firebrand chasseur et bombardier-torpilleur | Royaume-Uni          | 1942          | 193          | Retiré       |
| Blackburn Lincock                                     | Royaume-Uni          | 1928          | 7            | Retiré       |
| Blackburn B-25 Roc chasseur à tourelle                | Royaume-Uni          | 1938          | 136          | Retiré       |
| Blackburn B-24 Skua bombardier en piqué / chasseur    | Royaume-Uni          | 1937          | 192          | Retiré       |
| Blackburn Triplane                                    | Royaume-Uni          | 1917          | 1            | Abandonné    |
| Blackburn Turcock                                     | Royaume-Uni          | 1927          | 1            | Abandonné    |
| Blackburn Twin Blackburn chasseur de Zeppelins        | Royaume-Uni          | 1917          | 9            | Retiré       |
| Blériot-SPAD S.41 (en)                                | France               | 1922          | 1            | Abandonné    |
| Blériot-SPAD S.51                                     | France               | 1924          | 54           | Retiré       |
| Blériot-SPAD S.60 (en) chasseur biplace               | France               | 1926          | 3            | Abandonné    |
| Blériot-SPAD S.61 (en)                                | France               | 1923          | 380          | Retiré       |
| Blériot-SPAD S.71                                     | France               | 1923          | 2            | Abandonné    |
| Blériot-SPAD S.81                                     | France               | 1923          | 87           | Retiré       |
| Blériot-SPAD S.91 (en)                                | France               | 1927          | 4            | Abandonné    |
| Blériot-SPAD S.510                                    | France               | 1933          | 61           | Retiré       |
| Blériot-SPAD S.710                                    | France               | 1937          | 1            | Abandonné    |
| Bloch MB.150 à MB.157                                 | France               | 1937          | 663          | Retiré       |
| Blohm & Voss BV 40                                    | Allemagne - 3e Reich | 1944          | 7            | Abandonné    |
| Blohm & Voss BV 155                                   | Allemagne - 3e Reich | 1944          | 3            | Abandonné    |
| Boeing FB                                             | États-Unis           | 1923          | 44           | Retiré       |
| Boeing F2B                                            | États-Unis           | 1926          | 33           | Retiré       |
| Boeing F3B                                            | États-Unis           | 1928          | 74           | Retiré       |
| Boeing F4B                                            | États-Unis           | 1928          | 187          | Retiré       |
| Boeing XF5B                                           | États-Unis           | 1930          | 1            | Abandonné    |
| Boeing XF6B                                           | États-Unis           | 1933          | 1            | Abandonné    |
| Boeing XF7B                                           | États-Unis           | 1933          | 1            | Abandonné    |
| Boeing XF8B                                           | États-Unis           | 1944          | 3            | Abandonné    |
| Boeing PW-9                                           | États-Unis           | 1923          | 114          | Retiré       |
| Boeing XP-4                                           | États-Unis           | 1927          | 1            | Abandonné    |
| Boeing XP-7                                           | États-Unis           | 1928          | 1            | Abandonné    |
| Boeing XP-8                                           | États-Unis           | 1928          | 1            | Abandonné    |
| Boeing XP-9                                           | États-Unis           | 1930          | 1            | Abandonné    |
| Boeing P-12                                           | États-Unis           | 1929          | 366          | Retiré       |
| Boeing XP-15                                          | États-Unis           | 1930          | 1            | Abandonné    |
| Boeing P-26 Peashooter                                | États-Unis           | 1932          | 151          | Retiré       |
| Boeing P-29                                           | États-Unis           | 1934          | 3            | Abandonné    |
| Boeing Model 100                                      | États-Unis           | 1929          | 9            | Retiré       |
| Boeing Model 218                                      | États-Unis           | 1929          | 1            | Retiré       |
| Boeing Model 256                                      | États-Unis           | 1932          | 14           | Retiré       |
| Boeing Model 267                                      | États-Unis           | 1933          | 9            | Retiré       |
| Boeing F/A-18E/F Super Hornet                         | États-Unis           | 1995          | 467          | Opérationnel |
| Boeing X-32                                           | États-Unis           | 2000          | 2            | Abandonné    |
| Bolkhovitinov I-1 (en)                                | URSS                 | 1940          | 1            | Abandonné    |
| Borel C.2 chasseur biplace                            | France               | 1919          | 1            | Abandonné    |
| Borovkov-Florov I-207 (en)                            | URSS                 | 1937          | 8            | Abandonné    |
| Boulton Paul Bobolink (en)                            | Royaume-Uni          | 1918          | 1            | Abandonné    |
| Boulton Paul Defiant chasseur à tourelle              | Royaume-Uni          | 1937          | 1 064        | Retiré       |
| Boulton Paul Partridge (en)                           | Royaume-Uni          | 1928          | 1            | Abandonné    |
| Breda Ba.27 (it)                                      | Italie               | 1933          | 14           | Retiré       |
| Breguet BUC/BLC chasseur d'escorte                    | France               | 1915          | 32 env.      | Abandonné    |
| Breguet Laboratoire Eiffel                            | France               | 1918          | 1            | Abandonné    |
| Breguet Br.1001 Taon chasseur-bombardier              | France               | 1957          | 2            | Abandonné    |
| Breguet 17 chasseur de nuit                           | France               | 1918          | 100          | Retiré       |
| Brewster F2A Buffalo                                  | États-Unis           | 1937          | 509          | Retiré       |
| Bristol Badger (en)                                   | Royaume-Uni          | 1919          | 5            | Abandonné    |
| Bristol Bagshot (en) chasseur de défense aérienne     | Royaume-Uni          | 1927          | 1            | Abandonné    |
| Bristol Beaufighter chasseur-bombardier               | Royaume-Uni          | 1939          | 5 928        | Retiré       |
| Bristol Blenheim IF chasseur de nuit                  | Royaume-Uni          | 1935          | 4 422        | Retiré       |
| Bristol Bulldog                                       | Royaume-Uni          | 1928          | 443          | Retiré       |
| Bristol Bullfinch (en)                                | Royaume-Uni          | 1922          | 3            | Abandonné    |
| Bristol Bullpup (en)                                  | Royaume-Uni          | 1928          | 1            | Abandonné    |
| Bristol F.2 chasseur biplace                          | Royaume-Uni          | 1916          | 5 329        | Retiré       |
| Bristol Jupiter Fighter (en)                          | Royaume-Uni          | 1923          | 3            | Abandonné    |
| Bristol M.1                                           | Royaume-Uni          | 1916          | 130          | Retiré       |
| Bristol Scout                                         | Royaume-Uni          | 1914          | 374          | Retiré       |
| Bristol Scout F (en)                                  | Royaume-Uni          | 1918          | 3            | Abandonné    |
| Bristol T.T.A. (en) chasseur de défense aérienne      | Royaume-Uni          | 1916          | 2            | Abandonné    |
| Bristol 101 (en) chasseur biplace                     | Royaume-Uni          | 1927          | 1            | Abandonné    |
| Bristol 123 (en)                                      | Royaume-Uni          | 1934          | 1            | Abandonné    |
| Bristol 133 (en)                                      | Royaume-Uni          | 1934          | 1            | Abandonné    |
| Bristol Type 146 (en)                                 | Royaume-Uni          | 1938          | 1            | Abandonné    |
| British Aerospace Sea Harrier chasseur ADAV           | Royaume-Uni          | 1978          | 84 ca.       | Opérationnel |
| Burgess HT-B/HT-2 (en) avion de reconnaissance rapide | États-Unis           | 1917          | 8            | Retiré       |
| Buscaylet-Bechereau BB.2                              | France               | 1924          | 1            | Abandonné    |
| Buscaylet-de Monge 5/2 (en)                           | France               | 1923          | 1            | Abandonné    |

### C
- Haut – A
- B
- C
- D
- E
- F
- G
- H
- I
- J
- K
- L
- M
- N
- O
- P
- Q
- R
- S
- T
- U
- V
- W
- X
- Y
- Z

| Nom de l'avion                                           | Pays d'origine        | Année 1er vol | Nb. produits | Statut       |
| -------------------------------------------------------- | --------------------- | ------------- | ------------ | ------------ |
| Commonwealth CA-12                                       | Australie             | 1942          | 250          | Retiré       |
| CAC CA-15 Kangaroo                                       | Australie             | 1946          | 1            | Abandonné    |
| CAC Wirraway avion d'entraînement / chasseur d'urgence   | Australie             | 1935          | 755          | Retiré       |
| Canadian Car & Foundry FDB-1                             | Canada                | 1938          | 1            | Abandonné    |
| Caproni Ca.20                                            | Italie                | 1914          | 1            | Abandonné    |
| Caproni Ca.70 & 71 (en) chasseur de nuit                 | Italie                | 1925          | 2            | Abandonné    |
| Caproni Ca.114 (en)                                      | Italie                | 1933          | 36           | Retiré       |
| Caproni Ca.165 (en)                                      | Italie                | 1938          | 1            | Abandonné    |
| Caproni Ca.301 (en)                                      | Italie                | 1934          | 2            | Abandonné    |
| Caproni Ca.331 (en)                                      | Italie                | 1942          | 2            | Abandonné    |
| Caproni Ca.335 (en)                                      | Italie                | 1939          | 1            | Abandonné    |
| Caproni CH.1 (en)                                        | Italie                | 1935          | 1            | Abandonné    |
| Caproni Vizzola F.4 (en)                                 | Italie                | 1940          | 1            | Abandonné    |
| Caproni Vizzola F.5 (en)                                 | Italie                | 1939          | 14           | Retiré       |
| Caproni Vizzola F.6 (en)                                 | Italie                | 1941          | 1            | Abandonné    |
| Caudron O                                                | France                | 1917          | 1            | Abandonné    |
| Caudron C.714                                            | France                | 1936          | 90 ca.       | Retiré       |
| Caudron-Renault CR.760                                   | France                | 1940          | 1            | Abandonné    |
| Caudron-Renault CR.770                                   | France                | 1940          | 1            | Abandonné    |
| Chengdu FC-1 Xiaolong/PAC JF-17 Thunder                  | Chine (PRC), Pakistan | 2003          | 50           | Operational  |
| Chengdu J-7                                              | Chine (PRC)           | 1966          | 2 400        | Opérationnel |
| Chengdu J-10                                             | Chine (PRC)           | 1998          | 200          | Opérationnel |
| Chengdu J-20                                             | Chine (PRC)           | 2011          | 2            | Prototype    |
| Christmas Bullet (en)                                    | États-Unis            | 1919          | 2            | Abandonné    |
| Chu X-PO (en)                                            | Taiwan (ROC)          | 1943          | 1            | Abandonné    |
| Comte AC-1                                               | Suisse                | 1927          | 1            | Abandonné    |
| Consolidated PB-2/P-30 chasseur biplace                  | États-Unis            | 1934          | 60           | Retiré       |
| Consolidated Vultee XP-81 chasseur à propulsion mixte    | États-Unis            | 1945          | 2            | Abandonné    |
| Convair XF-92                                            | États-Unis            | 1948          | 1            | Abandonné    |
| Convair F-102 Delta Dagger intercepteur                  | États-Unis            | 1953          | 1 000        | Retiré       |
| Convair F-106 Delta Dart intercepteur                    | États-Unis            | 1956          | 342          | Retiré       |
| Convair XFY chasseur ADAC à turbopropulseur              | États-Unis            | 1954          | 1            | Abandonné    |
| Convair F2Y Sea Dart hydravion de chasse                 | États-Unis            | 1953          | 5            | Abandonné    |
| Courtois-Suffit Lescop CSL-1 (en)                        | France                | 1918          | 1            | Abandonné    |
| Curtiss 18                                               | États-Unis            | 1918          | 5            | Retiré       |
| Curtiss HA hydravion de chasse                           | États-Unis            | 1918          | 3            | Abandonné    |
| Curtiss F4C                                              | États-Unis            | 1922          | 46           | Retiré       |
| Curtiss BF2C Goshawk chasseur-bombardier                 | États-Unis            | 1933          | 166          | Retiré       |
| Curtiss F6C Hawk                                         | États-Unis            | 1923          | 75           | Retiré       |
| Curtiss F7C Seahawk                                      | États-Unis            | 1927          | 17           | Retiré       |
| Curtiss F8C Falcon/Helldiver chasseur-bombardier biplace | États-Unis            | 1928          | 153          | Retiré       |
| Curtiss F9C Sparrowhawk chasseur parasite                | États-Unis            | 1931          | 7            | Retiré       |
| Curtiss XF10C Helldiver chasseur-bombardier biplace      | États-Unis            | 1932          | 1            | Abandonné    |
| Curtiss F11C Goshawk                                     | États-Unis            | 1932          | 30           | Retiré       |
| Curtiss F12C chasseur à aile parasol                     | États-Unis            | 1933          | 1            | Abandonné    |
| Curtiss XF13C                                            | États-Unis            | 1934          | 1            | Abandonné    |
| Curtiss XF14C                                            | États-Unis            | 1943          | 1            | Abandonné    |
| Curtiss XF15C propulsion mixte                           | États-Unis            | 1945          | 3            | Abandonné    |
| Curtiss PW-8                                             | États-Unis            | 1923          | 28           | Retiré       |
| Curtiss P-1 Hawk                                         | États-Unis            | 1925          | 146          | Retiré       |
| Curtiss P-2 Hawk                                         | États-Unis            | 1925          | 5            | Retiré       |
| Curtiss P-3 Hawk/XP-21                                   | États-Unis            | 1928          | 6            | Retiré       |
| Curtiss P-5 Superhawk                                    | États-Unis            | 1928          | 5            | Retiré       |
| Curtiss P-6 Hawk                                         | États-Unis            | 1927          | 70           | Retiré       |
| Curtiss XP-10                                            | États-Unis            | 1928          | 1            | Abandonné    |
| Curtiss YP-20                                            | États-Unis            | 1928          | 1            | Abandonné    |
| Curtiss XP-31 Swift                                      | États-Unis            | 1933          | 1            | Abandonné    |
| Curtiss P-36 Hawk                                        | États-Unis            | 1935          | 1 115        | Retiré       |
| Curtiss XP-37                                            | États-Unis            | 1939          | 14           | Abandonné    |
| Curtiss P-40 Warhawk                                     | États-Unis            | 1938          | 13 738       | Retiré       |
| Curtiss XP-46                                            | États-Unis            | 1941          | 2            | Abandonné    |
| Curtiss XP-53 & P-60                                     | États-Unis            | 1941          | 5            | Abandonné    |
| Curtiss XP-62                                            | États-Unis            | 1943          | 1            | Abandonné    |
| Curtiss-Wright CW-21 chasseur léger                      | États-Unis            | 1938          | 62           | Retiré       |
| Curtiss-Wright XP-55 Ascender                            | États-Unis            | 1943          | 3            | Abandonné    |
| Curtiss-Wright XF-87 Blackhawk                           | États-Unis            | 1948          | 2            | Abandonné    |

### D
- Haut – A
- B
- C
- D
- E
- F
- G
- H
- I
- J
- K
- L
- M
- N
- O
- P
- Q
- R
- S
- T
- U
- V
- W
- X
- Y
- Z

| Nom de l'avion                                                      | Pays d'origine                   | Année 1er vol | Nombre construit(s) | Statut       |
| ------------------------------------------------------------------- | -------------------------------- | ------------- | ------------------- | ------------ |
| Daimler D.I (en)                                                    | Empire allemand                  | 1918          | 6                   | Abandonné    |
| Dassault Balzac V                                                   | France                           | 1962          | 1                   | Abandonné    |
| Dassault Étendard II                                                | France                           | 1956          | 1                   | Abandonné    |
| Dassault Étendard IV                                                | France                           | 1958          | 90                  | Retiré       |
| Dassault Étendard VI                                                | France                           | 1957          | 2                   | Abandonné    |
| Dassault Mirage III                                                 | France                           | 1956          | 1 422               | Opérationnel |
| Dassault Mirage III V chasseur ADAV                                 | France                           | 1965          | 2                   | Abandonné    |
| Dassault Mirage 5 & 50                                              | France                           | 1967          | 582                 | Opérationnel |
| Dassault Mirage 2000                                                | France                           | 1978          | 601                 | Opérationnel |
| Dassault Mirage 4000                                                | France                           | 1979          | 1                   | Abandonné    |
| Dassault Mirage F1                                                  | France                           | 1966          | 720                 | Opérationnel |
| Dassault Mirage F2                                                  | France                           | 1966          | 1                   | Abandonné    |
| Dassault Mirage G                                                   | France                           | 1967          | 3                   | Abandonné    |
| Dassault Mystère II                                                 | France                           | 1951          | 166                 | Retiré       |
| Dassault Mystère IV                                                 | France                           | 1952          | 411                 | Retiré       |
| Dassault Ouragan                                                    | France                           | 1949          | 362                 | Retiré       |
| Dassault Rafale                                                     | France                           | 1986          | 164                 | Opérationnel |
| Dassault Super Mystère chasseur-bombardier                          | France                           | 1955          | 180                 | Retiré       |
| Dassault Super-Étendard chasseur-bombardier                         | France                           | 1974          | 85                  | Opérationnel |
| Dayton-Wright XPS-1 (en)                                            | États-Unis                       | 1923          | 3                   | Abandonné    |
| de Bruyère C.1 chasseur à hélice propulsive en configuration canard | France                           | 1917          | 1                   | Abandonné    |
| de Havilland Dormouse (en)                                          | Royaume-Uni                      | 1924          | 1                   | Abandonné    |
| de Havilland DH.77 (en)                                             | Royaume-Uni                      | 1929          | 1                   | Abandonné    |
| de Havilland Hornet/Sea Hornet                                      | Royaume-Uni                      | 1944          | 383                 | Retiré       |
| de Havilland DH.98 Mosquito FB                                      | Royaume-Uni                      | 1941          | 7 781               | Retiré       |
| De Havilland Sea Venom                                              | Royaume-Uni                      | 1951          | 349                 | Retiré       |
| de Havilland DH.110 Sea Vixen                                       | Royaume-Uni                      | 1951          | 145                 | Retiré       |
| De Havilland Vampire                                                | Royaume-Uni                      | 1943          | 3 268               | Retiré       |
| De Havilland Venom                                                  | Royaume-Uni                      | 1949          | 1 431               | Retiré       |
| De Marçay 2 (en)                                                    | France                           | 1918          | 1                   | Abandonné    |
| De Marçay 4 (en)                                                    | France                           | 1923          | 1                   | Abandonné    |
| de Monge M-101 chasseur biplace                                     | France, Pays-Bas                 | 1924          | 1                   | Abandonné    |
| Descamps 27                                                         | France                           | 1918          | 1                   | Abandonné    |
| Dewoitine D.1                                                       | France                           | 1922          | 225                 | Retiré       |
| Dewoitine D.8                                                       | France                           | 1923          | 1                   | Abandonné    |
| Dewoitine D.9                                                       | France                           | 1924          | 157                 | Retiré       |
| Dewoitine D.15 (en)                                                 | France                           | 1924          | 1                   | Abandonné    |
| Dewoitine D.19                                                      | France                           | 1925          | 5                   | Retiré       |
| Dewoitine D.12                                                      | France                           | 1925          | 2                   | Abandonné    |
| Dewoitine D.21 & D.53                                               | France                           | 1925          | 100                 | Retiré       |
| Dewoitine D.25 (en) chasseur biplace                                | France                           | 1926          | 5                   | Retiré       |
| Dewoitine D.27                                                      | France                           | 1928          | 93                  | Retiré       |
| Dewoitine D.37                                                      | France                           | 1931          | 87                  | Retiré       |
| Dewoitine D.500 & D.501                                             | France                           | 1932          | 259                 | Retiré       |
| Dewoitine D.510                                                     | France                           | 1934          | 120                 | Retiré       |
| Dewoitine D.503/D.511                                               | France                           | 1935          | 1                   | Abandonné    |
| Dewoitine D.513 & 514 (en)                                          | France                           | 1936          | 2                   | Abandonné    |
| Dewoitine D.520                                                     | France                           | 1938          | 900                 | Retiré       |
| Dewoitine D.521                                                     | France                           | 1940          | 1                   | Abandonné    |
| Dewoitine D.535                                                     | France                           | 1932          | 1                   | Abandonné    |
| Dewoitine D.560 & D.570 (en)                                        | France                           | 1932          | 1                   | Abandonné    |
| DFW Floh (en) (Puce)                                                | Empire allemand                  | 1915          | 1                   | Abandonné    |
| Díaz Type C (en)                                                    | Espagne                          | 1919          | 1                   | Abandonné    |
| Dobi-III                                                            | Lituanie                         | 1924          | 1                   | Abandonné    |
| EKW D-3802                                                          | Suisse                           | 1944          | 12                  | Retiré       |
| EKW/FFA/F+W/Do D-3803 "DoFlug"                                      | Suisse                           | 1947          | 1                   | Abandonné    |
| Dornier Do H                                                        | Allemagne - République de Weimar | 1922          | 4                   | Abandonné    |
| Dornier Do 10 chasseur biplace                                      | Allemagne - République de Weimar | 1931          | 2                   | Abandonné    |
| Dornier Do 17 chasseur de nuit                                      | Allemagne - 3e Reich             | 1934          | 2 139               | Retiré       |
| Dornier Do 215 chasseur de nuit                                     | Allemagne - 3e Reich             | 1938          | 105                 | Retiré       |
| Dornier Do 217 chasseur de nuit                                     | Allemagne - 3e Reich             | 1938          | 1 925               | Retiré       |
| Dornier Do 335                                                      | Allemagne - 3e Reich             | 1943          | 37                  | Retiré       |
| Douglas P-70 Havoc chasseur de nuit                                 | États-Unis                       | 1939          | 7 478               | Retiré       |
| Douglas A-26 Invader chasseur de nuit                               | États-Unis                       | 1942          | 1                   | Abandonné    |
| Douglas XFD                                                         | États-Unis                       | 1933          | 1                   | Abandonné    |
| Douglas F3D Skyknight                                               | États-Unis                       | 1948          | 265                 | Retiré       |
| Douglas F4D Skyray                                                  | États-Unis                       | 1951          | 422                 | Retiré       |
| Douglas F5D Skylancer                                               | États-Unis                       | 1956          | 4                   | Retiré       |
| Ducrot SLD                                                          | Italie                           | 1918          | 1                   | Abandonné    |
| Dufaux avions-canon                                                 | Suisse                           | 1917          | 1                   | Abandonné    |
| Dufaux C.1                                                          | Suisse                           | 1916          | 1                   | Abandonné    |

### E
- Haut – A
- B
- C
- D
- E
- F
- G
- H
- I
- J
- K
- L
- M
- N
- O
- P
- Q
- R
- S
- T
- U
- V
- W
- X
- Y
- Z

| Nom de l'avion                                  | Pays d'origine                                                | Année 1er vol | Nb. produits | Statut       |
| ----------------------------------------------- | ------------------------------------------------------------- | ------------- | ------------ | ------------ |
| Eberhart FG (en)                                | États-Unis                                                    | 1927          | 1            | Abandonné    |
| EFW N-20                                        | Suisse                                                        | 1952          | 1            | Abandonné    |
| ENAER Pantera                                   | Chili                                                         | 1988          | 15           | Opérationnel |
| Engels MI (en)                                  | Empire russe                                                  | 1916          | 4            | Retiré       |
| Engineering Division PW-1 (en)                  | États-Unis                                                    | 1921          | 1            | Abandonné    |
| Engineering Division TP-1 (en) chasseur biplace | États-Unis                                                    | 1923          | 1            | Abandonné    |
| English Electric Lightning                      | Royaume-Uni                                                   | 1954          | 337          | Retiré       |
| Euler D.I (en)                                  | Empire allemand                                               | 1916          | 75           | Retiré       |
| Euler D.II (en)                                 | Empire allemand                                               | 1917          | 30           | Retiré       |
| Euler Dr.I, II & III                            | Empire allemand                                               | 1917          | 1            | Abandonné    |
| Euler Gelber Hund                               | Empire allemand                                               | 1915          | 1            | Abandonné    |
| Euler Vierdecker quadriplan                     | Empire allemand                                               | 1917          | 1            | Abandonné    |
| Euler Versuchszweisitzer chasseur biplace       | Empire allemand                                               | 1915          | 1            | Abandonné    |
| Eurofighter Typhoon                             | Royaume-Uni, Allemagne - République fédérale, Italie, Espagne | 1994          | 350          | Opérationnel |

### F
- Haut – A
- B
- C
- D
- E
- F
- G
- H
- I
- J
- K
- L
- M
- N
- O
- P
- Q
- R
- S
- T
- U
- V
- W
- X
- Y
- Z

| Nom de l'avion                                          | Pays d'origine       | Année 1er vol | Nb. produits | Statut    |
| ------------------------------------------------------- | -------------------- | ------------- | ------------ | --------- |
| Fairey F.2 (en) chasseur triplace à long rayon d'action | Royaume-Uni          | 1917          | 1            | Abandonné |
| Fairey Fantôme                                          | Royaume-Uni          | 1935          | 4            | Abandonné |
| Fairey Fleetwing (en) chasseur embarqué                 | Royaume-Uni          | 1929          | 1            | Abandonné |
| Fairey Flycatcher                                       | Royaume-Uni          | 1922          | 196          | Retiré    |
| Fairey Firefly chasseur embarqué monoplan               | Royaume-Uni          | 1941          | 1 702        | Retiré    |
| Fairey Firefly II (en) biplan                           | Royaume-Uni          | 1929          | 91           | Retiré    |
| Fairey Fox chasseur / avion de reconnaissance belge     | Royaume-Uni          | 1929          | 112 env.     | Retiré    |
| Fairey Fulmar chasseur embarqué                         | Royaume-Uni          | 1940          | 600          | Retiré    |
| Fairey Hamble Baby (en) hydravion de chasse             | Royaume-Uni          | 1916          | 180          | Retiré    |
| Fairey Pintail hydravion de chasse biplace              | Royaume-Uni          | 1921          | 6            | Retiré    |
| Farman HF.30 chasseur biplace                           | France               | 1916          | 3            | Abandonné |
| Farman F.31 chasseur biplace                            | France               | 1918          | 1            | Abandonné |
| FBA Type H chasseur biplace                             | France               | 1916          | 1            | Abandonné |
| FFA P-16                                                | Suisse               | 1955          | 5            | Abandonné |
| FFVS J22                                                | Suède                | 1942          | 198          | Retiré    |
| I.Ae. 27 Pulqui I                                       | Argentine            | 1947          | 1            | Abandonné |
| FMA I.Ae. 30 Ñancú (es)                                 | Argentine            | 1948          | 1            | Abandonné |
| FMA IAe 33 Pulqui II (en)                               | Argentine            | 1950          | 5            | Abandonné |
| Fiat CR.1/CR.2/CR.5/CR.10                               | Italie               | 1924          | 251          | Retiré    |
| Fiat CR.20                                              | Italie               | 1926          | 735          | Retiré    |
| Fiat CR.25 (en) chasseur lourd                          | Italie               | 1937          | 10           | Retiré    |
| Fiat CR.30 (it)                                         | Italie               | 1932          | 176          | Retiré    |
| Fiat CR.32 / Fiat CR.33 / Fiat CR.40 et Fiat CR.41      | Italie               | 1933          | 1 306        | Retiré    |
| Fiat CR.42 Falco                                        | Italie               | 1938          | 1 817        | Retiré    |
| Fiat G.50 Freccia                                       | Italie               | 1937          | 791          | Retiré    |
| Fiat G.55/56 et 59                                      | Italie               | 1942          | 349          | Retiré    |
| Fiat G.91 chasseur-bombardier                           | Italie               | 1956          | 770          | Retiré    |
| Fisher P-75 Eagle                                       | États-Unis           | 1943          | 13           | Abandonné |
| Focke-Wulf Fw 57                                        | Allemagne - 3e Reich | 1936          | 3            | Abandonné |
| Focke-Wulf Fw 159                                       | Allemagne - 3e Reich | 1935          | 2            | Abandonné |
| Focke-Wulf Fw 187 Falke chasseur lourd                  | Allemagne - 3e Reich | 1937          | 9            | Abandonné |
| Focke-Wulf Fw 190                                       | Allemagne - 3e Reich | 1939          | 20 000+      | Retiré    |
| Focke-Wulf Ta 152                                       | Allemagne - 3e Reich | 1944          | 49           | Retiré    |
| Focke-Wulf Ta 154 Moskito chasseur de nuit              | Allemagne - 3e Reich | 1943          | 50           | Retiré    |
| Fokker D.I (en)                                         | Empire allemand      | 1916          | 144          | Retiré    |
| Fokker D.II                                             | Empire allemand      | 1916          | 177          | Retiré    |
| Fokker D.III                                            | Empire allemand      | 1916          | 210          | Retiré    |
| Fokker D.IV (en)                                        | Empire allemand      | 1916          | 44           | Retiré    |
| Fokker D.V (de)                                         | Empire allemand      | 1916          | 216          | Retiré    |
| Fokker D.VI                                             | Empire allemand      | 1918          | 59           | Retiré    |
| Fokker D.VII & V.34 & 36                                | Empire allemand      | 1918          | 3 300        | Retiré    |
| Fokker D.IX/PW-6                                        | Pays-Bas             | 1921          | 1            | Abandonné |
| Fokker D.X (en)                                         | Pays-Bas             | 1918          | 11           | Retiré    |
| Fokker D.XI/PW-7                                        | Pays-Bas             | 1923          | 117          | Retiré    |
| Fokker D.XII (en)                                       | Pays-Bas             | 1924          | 1            | Abandonné |
| Fokker D.XIII                                           | Pays-Bas             | 1924          | 53           | Retiré    |
| Fokker D.XIV (en)                                       | Pays-Bas             | 1925          | 1            | Abandonné |
| Fokker D.XVI (en)                                       | Pays-Bas             | 1929          | 22           | Retiré    |
| Fokker D.XVII                                           | Pays-Bas             | 1931          | 11           | Abandonné |
| Fokker D.XXI                                            | Pays-Bas             | 1936          | 148          | Retiré    |
| Fokker D.XXIII                                          | Pays-Bas             | 1939          | 1            | Abandonné |
| Fokker DC.I (en)                                        | Pays-Bas             | 1923          | 10           | Retiré    |
| Fokker Dr.I triplan                                     | Empire allemand      | 1917          | 320          | Retiré    |
| Fokker E.I (en)                                         | Empire allemand      | 1915          | 54           | Retiré    |
| Fokker E.II (en)                                        | Empire allemand      | 1915          | 49           | Retiré    |
| Fokker E.III                                            | Empire allemand      | 1915          | 249          | Retiré    |
| Fokker E.IV                                             | Empire allemand      | 1915          | 49           | Retiré    |
| Fokker E.V/D.VIII                                       | Empire allemand      | 1918          | 381 env.     | Retiré    |
| Fokker G.I Jachtkruiser                                 | Pays-Bas             | 1937          | 63           | Retiré    |
| Fokker K.I (en) chasseur bimoteur biplace               | Empire allemand      | 1915          | 1            | Abandonné |
| Fokker M.16/B.III (en)                                  | Empire allemand      | 1915          | 28           | Retiré    |
| Fokker PW-5 (en)                                        | Pays-Bas             | 1921          | 12           | Retiré    |
| Fokker V.1 (en)                                         | Empire allemand      | 1916          | 1            | Abandonné |
| Fokker V.2 (en)                                         | Empire allemand      | 1916          | 1            | Abandonné |
| Fokker V.3 (en)                                         | Empire allemand      | 1916          | 1            | Abandonné |
| Fokker V.4 (de)                                         | Empire allemand      | 1916          | 1            | Abandonné |
| Fokker V.6 (en) triplan                                 | Empire allemand      | 1917          | 1            | Abandonné |
| Fokker V.7 (en) triplan                                 | Empire allemand      | 1918          | 5            | Abandonné |
| Fokker V.8 (en) triplan-biplan en tandem                | Empire allemand      | 1917          | 1            | Abandonné |
| Fokker V.17, V.20, V.23 & V.25 (nl)                     | Empire allemand      | 1917          | 4            | Abandonné |
| Fokker V.27 & V.37 (nl) E.V en ligne                    | Empire allemand      | 1918          | 2            | Abandonné |
| Folland Gnat                                            | Royaume-Uni          | 1955          | 449          | Retiré    |
| Folland Midge (en) chasseur léger                       | Royaume-Uni          | 1954          | 1            | Abandonné |
| Friedrichshafen FF.43 (en)                              | Empire allemand      | 1916          | 1            | Abandonné |
| Friedrichshafen FF.46                                   | Empire allemand      | 1916          | 1            | Abandonné |
| Friedrichshafen FF.54 (en) triplan/quadruplan           | Empire allemand      | 1917          | 1 env.       | Abandonné |
| FVM J 23 (en)                                           | Suède                | 1923          | 5            | Retiré    |
| FVM J 24 (en)                                           | Suède                | 1924          | 2            | Abandonné |

### H
- Haut – A
- B
- C
- D
- E
- F
- G
- H
- I
- J
- K
- L
- M
- N
- O
- P
- Q
- R
- S
- T
- U
- V
- W
- X
- Y
- Z

| Nom de l'avion                                          | Pays d'origine                   | Année 1er vol | Nb. produits | Statut       |
| ------------------------------------------------------- | -------------------------------- | ------------- | ------------ | ------------ |
| Häfeli DH-4                                             | Suisse                           | 1918          | 1            | Abandonné    |
| HAL Ajeet                                               | Inde, Royaume-Uni                | 1976          | 89           | Retiré       |
| HAL HF-24 Marut                                         | Inde                             | 1961          | 147          | Retiré       |
| HAL Tejas                                               | Inde                             | 2001          | 10           | Opérationnel |
| Halberstadt D.I                                         | Empire allemand                  | 1915          | 2            | Abandonné    |
| Halberstadt D.II - D.V                                  | Empire allemand                  | 1915          | 85           | Retiré       |
| Hall XFH (en)                                           | États-Unis                       | 1929          | 1            | Abandonné    |
| Handley Page Type S                                     | Royaume-Uni                      | 1923          | 2            | Abandonné    |
| Hannover CL.II (en) chasseur d'escorte                  | German Empire                    | 1917          | 439          | Retiré       |
| Hanriot HD.1                                            | France                           | 1916          | 1 200        | Retiré       |
| Hanriot HD.2 hydravion de chasse                        | France                           | 1917          | 140 ca.      | Retiré       |
| Hanriot HD.3                                            | France                           | 1917          | 90 ca.       | Retiré       |
| Hanriot HD.5 (en) chasseur biplace                      | France                           | 1918          | 1            | Abandonné    |
| Hanriot HD.6 (en) chasseur biplace                      | France                           | 1919          | 1            | Abandonné    |
| Hanriot HD.7 (en)                                       | France                           | 1918          | 1            | Abandonné    |
| Hanriot HD.8 (en) chasseur embarqué                     | France                           | 1918          | 1            | Abandonné    |
| Hanriot HD.12 chasseur embarqué                         | France                           | 1921          | 1            | Abandonné    |
| Hanriot HD.15 (en) chasseur biplace de haute altitude   | France                           | 1922          | 4            | Abandonné    |
| Hanriot H.26 (en)                                       | France                           | 1923          | 1            | Abandonné    |
| Hanriot H.31 (en)                                       | France                           | 1925          | 1            | Abandonné    |
| Hanriot H.33 (en)                                       | France                           | 1926          | 1            | Abandonné    |
| Hanriot H.110 & H.115 (en) monoplan à hélice propulsive | France                           | 1933          | 1            | Abandonné    |
| Hanriot H.220, H.220-2 & NC.600 chasseur lourd          | France                           | 1937          | 3            | Abandonné    |
| Hansa-Brandenburg CC                                    | Empire allemand                  | 1916          | 73           | Retiré       |
| Hansa-Brandenburg D.I                                   | Empire austro-hongrois           | 1916          | 122          | Retiré       |
| Hansa-Brandenburg KDW chasseur à flotteurs              | Empire allemand                  | 1916          | 60 ca.       | Retiré       |
| Hansa-Brandenburg KF chasseur à hélice propulsive       | Empire allemand                  | 1916          | 1            | Abandonné    |
| Hansa-Brandenburg L.14                                  | Empire austro-hongrois           | 1917          | 2            | Abandonné    |
| Hansa-Brandenburg L.16 (en) triplan                     | Empire austro-hongrois           | 1917          | 1            | Abandonné    |
| Hansa-Brandenburg W.11 (en) chasseur à flotteurs        | Empire allemand                  | 1917          | 2            | Abandonné    |
| Hansa-Brandenburg W.12 chasseur à flotteurs             | Empire allemand                  | 1917          | 181          | Retiré       |
| Hansa-Brandenburg W.16 (en) chasseur à flotteurs        | Empire allemand                  | 1917          | 3            | Abandonné    |
| Hansa-Brandenburg W.17 hydravion de chasse              | Empire allemand                  | 1917          | 2            | Abandonné    |
| Hansa-Brandenburg W.18 (en) hydravion de chasse         | Empire allemand                  | 1917          | 48           | Retiré       |
| Hansa-Brandenburg W.19 (en) chasseur à flotteurs        | Empire allemand                  | 1918          | 55           | Retiré       |
| Hansa-Brandenburg W.25 (en) chasseur à flotteurs        | Empire allemand                  | 1917          | 1            | Abandonné    |
| Hansa-Brandenburg W.27 (de) chasseur à flotteurs        | Empire allemand                  | 1918          | 1            | Abandonné    |
| Hansa-Brandenburg W.29/W.33 chasseur à flotteurs        | Empire allemand                  | 1918          | 78           | Retiré       |
| Hansa-Brandenburg W.32 (de) chasseur à flotteurs        | Empire allemand                  | 1918          | 1            | Abandonné    |
| Hawker Demon                                            | Royaume-Uni                      | 1931          | 290          | Retiré       |
| Hawker F.20/27 (en)                                     | Royaume-Uni                      | 1928          | 1            | Abandonné    |
| Hawker Fury                                             | Royaume-Uni                      | 1931          | 275          | Retiré       |
| Hawker Fury (monoplane)                                 | Royaume-Uni                      | 1944          | 3            | Abandonné    |
| Hawker Hart Fighter                                     | Royaume-Uni                      | 1931          | 6            | Retiré       |
| Hawker Hawfinch (en)                                    | Royaume-Uni                      | 1927          | 1            | Abandonné    |
| Hawker Heron (en)                                       | Royaume-Uni                      | 1925          | 1            | Abandonné    |
| Hawker Hoopoe (en)                                      | Royaume-Uni                      | 1928          | 1            | Abandonné    |
| Hawker Hornbill (en)                                    | Royaume-Uni                      | 1925          | 1            | Abandonné    |
| Hawker Hotspur (en) chasseur à tourrelle                | Royaume-Uni                      | 1938          | 1            | Abandonné    |
| Hawker Hunter                                           | Royaume-Uni                      | 1951          | 1 972        | Opérationnel |
| Hawker Hurricane & Sea Hurricane                        | Royaume-Uni                      | 1935          | 14 533       | Retiré       |
| Hawker Siddeley Kestrel FGA.1                           | Royaume-Uni                      | 1964          | 9            | Retiré       |
| Hawker Nimrod biplan                                    | Royaume-Uni                      | 1931          | 92           | Retiré       |
| Hawker Osprey chasseur embarqué/reconnaissance          | Royaume-Uni                      | 1930          | 124          | Retiré       |
| Hawker P.1081 (en) chasseur australien                  | Royaume-Uni                      | 1950          | 1            | Abandonné    |
| Hawker P.V.3 (en) chasseur diurne et nocturne           | Royaume-Uni                      | 1934          | 1            | Abandonné    |
| Hawker Sea Fury                                         | United Kingdom                   | 1945          | 860          | Retiré       |
| Hawker Sea Hawk                                         | Royaume-Uni                      | 1947          | 542          | Retiré       |
| Hawker Tempest                                          | Royaume-Uni                      | 1942          | 1 702        | Retiré       |
| Hawker Tornado                                          | Royaume-Uni                      | 1939          | 4            | Abandonné    |
| Hawker Typhoon                                          | Royaume-Uni                      | 1940          | 3 317        | Retiré       |
| Hawker Woodcock/Danecock/Dankok                         | Royaume-Uni                      | 1923          | 64           | Retiré       |
| Heinkel HD 23 (en)                                      | Allemagne - République de Weimar | 1926          | 4            | Abandonné    |
| Heinkel HD 37                                           | Allemagne - République de Weimar | 1928          | 134          | Retiré       |
| Heinkel HD 38 (en)                                      | Allemagne - République de Weimar | 1928          | 12           | Retiré       |
| Heinkel HD 43 (en)                                      | Allemagne - République de Weimar | 1931          | 1            | Abandonné    |
| Heinkel He 49                                           | Allemagne - 3e Reich             | 1932          | 4            | Abandonné    |
| Heinkel He 51                                           | Allemagne - 3e Reich             | 1933          | 700          | Retiré       |
| Heinkel He 74 chasseur léger                            | Allemagne - 3e Reich             | 1933          | 3            | Abandonné    |
| Heinkel He 100/He 113                                   | Allemagne - 3e Reich             | 1938          | 25           | Abandonné    |
| Heinkel He 112                                          | Allemagne - 3e Reich             | 1935          | 104          | Retiré       |
| Heinkel He 162 Volksjäger                               | Allemagne - 3e Reich             | 1944          | 170          | Retiré       |
| Heinkel He 219 chasseur de nuit                         | Allemagne - 3e Reich             | 1942          | 300          | Retiré       |
| Heinkel He 280                                          | Allemagne - 3e Reich             | 1940          | 9            | Abandonné    |
| Heinrich Pursuit                                        | États-Unis                       | 1917          | 4            | Abandonné    |
| Helwan HA-300 (en)                                      | Égypte                           | 1964          | 3            | Abandonné    |
| Henschel Hs 124 chasseur lourd                          | Allemagne - 3e Reich             | 1936          | 2            | Abandonné    |
| HESA Azarakhsh                                          | Iran                             | 1997          | 11           | Opérationnel |
| HESA Saeqeh                                             | Iran                             | 2004          | 24           | Opérationnel |
| HESA Kowsar                                             | Iran                             | 2018          | 3            | Opérationnel |
| HESA Shafaq                                             | Iran                             | n/a           | 1            | Projet       |
| Hispano Aviación HA-1112                                | Espagne, Allemagne - 3e Reich    | 1951          | 239          | Retiré       |
| Hispano Aviación Baron                                  | Espagne                          | 1919          | 2            | Abandonné    |
| Horten Ho 229 aile volante à réaction                   | Allemagne - 3e Reich             | 1944          | 3            | Abandonné    |
| Hughes D-2                                              | États-Unis                       | 1943          | 1            | Abandonné    |

### I
- Haut – A
- B
- C
- D
- E
- F
- G
- H
- I
- J
- K
- L
- M
- N
- O
- P
- Q
- R
- S
- T
- U
- V
- W
- X
- Y
- Z

| Nom de l'avion                                  | Pays d'origine | Année 1er vol | Nb. produits | Statut       |
| ----------------------------------------------- | -------------- | ------------- | ------------ | ------------ |
| IAI Kfir                                        | Israël         | 1973          | 220          | Opérationnel |
| IAI Lavi                                        | Israël         | 1986          | 3            | Abandonné    |
| IAI Nammer (en)                                 | Israël         | 1991          | 1            | Abandonné    |
| IAI Nesher/Dagger                               | Israël         | 1971          | 61           | Retiré       |
| IAR CV 11                                       | Roumanie       | 1930          | 2            | Abandonné    |
| IAR-12                                          | Roumanie       | 1933          | 1            | Abandonné    |
| IAR-13 (en)                                     | Roumanie       | 1933          | 1            | Abandonné    |
| IAR-14                                          | Roumanie       | 1933          | 20           | Retiré       |
| IAR-15                                          | Roumanie       | 1933          | 5            | Abandonné    |
| IAR-16                                          | Roumanie       | 1934          | 1            | Abandonné    |
| IAR-80                                          | Roumanie       | 1939          | 346          | Retiré       |
| Ikarus IK-2                                     | Yougoslavie    | 1935          | 12           | Retiré       |
| Ikarus S-49 (en)                                | Yougoslavie    | 1949          | 158          | Retiré       |
| Ilyushin I-21 (en)                              | URSS           | 1936          | 2            | Abandonné    |
| Iliouchine Il-1                                 | URSS           | 1944          | 1            | Abandonné    |
| Iliouchine Il-2 chasseur blindé                 | URSS           | 1939          | 1            | Abandonné    |
| IMAM Ro.41 (it)                                 | Italie         | 1934          | 753          | Retiré       |
| IMAM Ro.44 (en) hydravion à flotteurs de chasse | Italie         | 1936          | 35           | Retiré       |
| IMAM Ro.51 (en)                                 | Italie         | 1937          | 2            | Abandonné    |
| IMAM Ro.57                                      | Italie         | 1939          | 50           | Retiré       |
| IMAM Ro.58 (en)                                 | Italie         | 1942          | 1            | Abandonné    |
| IVL C.24 (fi)                                   | Finlande       | 1924          | 1            | Abandonné    |
| IVL C.VI.25 (fi)                                | Finlande       | 1925          | 1            | Abandonné    |
| IVL Haukka (en)                                 | Finlande       | 1927          | 5            | Abandonné    |

### J
- Haut – A
- B
- C
- D
- E
- F
- G
- H
- I
- J
- K
- L
- M
- N
- O
- P
- Q
- R
- S
- T
- U
- V
- W
- X
- Y
- Z

| Nom de l'avion                                         | Pays d'origine                   | Année 1er vol | Nombre construit(s) | Statut    |
| ------------------------------------------------------ | -------------------------------- | ------------- | ------------------- | --------- |
| Junkers CL.I                                           | Empire allemand                  | 1917          | 51                  | Retiré    |
| Junkers J 2 chasseur monoplan entièrement en métal     | Empire allemand                  | 1916          | 6                   | Abandonné |
| Junkers J 9 chasseur monoplan entièrement en métal     | Empire allemand                  | 1917          | 1                   | Abandonné |
| Junkers J 9/D.I chasseur monoplan entièrement en métal | Empire allemand                  | 1917          | 40                  | Retiré    |
| Junkers Ju 21                                          | Allemagne - République de Weimar | 1923          | 2                   | Abandonné |
| Junkers K 47 (en)                                      | Allemagne - République de Weimar | 1929          | 23                  | Retiré    |
| Junkers Ju 88 chasseur de nuit                         | Allemagne - IIIe Reich           | 1936          | 15 000 env.         | Retiré    |
| Junkers Ju 388 chasseur de nuit                        | Allemagne - IIIe Reich           | 1943          | 100                 | Retiré    |

### K
- Haut – A
- B
- C
- D
- E
- F
- G
- H
- I
- J
- K
- L
- M
- N
- O
- P
- Q
- R
- S
- T
- U
- V
- W
- X
- Y
- Z

| Nom de l'avion                                      | Pays d'origine          | Année 1er vol | Nb. produits | Statut    |
| --------------------------------------------------- | ----------------------- | ------------- | ------------ | --------- |
| KAI FA-50                                           | Corée du sud            | 2011          | 1            | Prototype |
| Korea Aerospace Industries KF-X                     | Corée du Sud, Indonésie | n/a           | 0            | Projet    |
| Kasyanenko KPI-5                                    | Empire russe            | 1917          | 1            | Abandonné |
| Kawanishi N1K Kyofu hydravion à flotteurs de chasse | Japon                   | 1942          | 97           | Retiré    |
| Kawanishi N1K-J Shiden chasseur terrestre           | Japon                   | 1942          | 1 435        | Retiré    |
| Kawanishi K-11 (en) chasseur embarqué               | Japon                   | 1927          | 2            | Abandonné |
| Kawasaki KDA-3 (en)                                 | Japon                   | 1928          | 3            | Abandonné |
| Kawasaki KDA-5 Army Type 92 (en)                    | Japon                   | 1930          | 385          | Retiré    |
| Kawasaki Ki-5 (en)                                  | Japon                   | 1934          | 4            | Abandonné |
| Kawasaki Ki-10                                      | Japon                   | 1935          | 588          | Retiré    |
| Kawasaki Ki-28 (en)                                 | Japon                   | 1936          | 1            | Abandonné |
| Kawasaki Ki-45 chasseur lourd                       | Japon                   | 1941          | 1 691        | Retiré    |
| Kawasaki Ki-60                                      | Japon                   | 1941          | 3            | Abandonné |
| Kawasaki Ki-61 Hien                                 | Japon                   | 1941          | 3 159        | Retiré    |
| Kawasaki Ki-64 chasseur lourd                       | Japon                   | 1943          | 1            | Abandonné |
| Kawasaki Ki-96                                      | Japon                   | 1943          | 3            | Abandonné |
| Kawasaki Ki-100                                     | Japon                   | 1945          | 395          | Retiré    |
| Kawasaki Ki-102 & Ki-108                            | Japon                   | 1944          | 238          | Retiré    |
| Kochyerigin DI-6                                    | URSS                    | 1934          | 222          | Retiré    |
| Kondor D.I (en)                                     | Empire allemand         | 1918          | 1            | Abandonné |
| Kondor D.II (en)                                    | Empire allemand         | 1918          | 1            | Abandonné |
| Kondor D.VI (en)                                    | Empire allemand         | 1918          | 1            | Abandonné |
| Kondor D.VII (en)                                   | Empire allemand         | 1917          | 1            | Abandonné |
| Koolhoven F.K.55 (en)                               | Pays-Bas                | 1938          | 1            | Abandonné |
| Koolhoven F.K.58                                    | Pays-Bas                | 1938          | 18           | Retiré    |
| Kyushu J7W1 avion-canard à hélice propulsive        | Japon                   | 1945          | 2            | Abandonné |

### L
- Haut – A
- B
- C
- D
- E
- F
- G
- H
- I
- J
- K
- L
- M
- N
- O
- P
- Q
- R
- S
- T
- U
- V
- W
- X
- Y
- Z

| Nom de l'avion                            | Pays d'origine          | Année 1er vol | Nb. produits | Statut       |
| ----------------------------------------- | ----------------------- | ------------- | ------------ | ------------ |
| Laville DI-4 (en)                         | URSS                    | 1932          | 1            | Abandonné    |
| LaGG-1                                    | URSS                    | 1940          | 100          | Retiré       |
| Lavotchkine LaGG-3                        | URSS                    | 1940          | 6 258        | Retiré       |
| Lavotchkine La-5                          | URSS                    | 1942          | 9 920        | Retiré       |
| Lavotchkine La-7                          | URSS                    | 1944          | 5 753        | Retiré       |
| Lavotchkine La-9                          | URSS                    | 1946          | 1 559        | Retiré       |
| Lavotchkine La-11                         | URSS                    | 1947          | 1 182        | Retiré       |
| Lavotchkine La-15                         | URSS                    | 1948          | 235          | Retiré       |
| Lavotchkine La-126                        | URSS                    | 1945          | 1            | Abandonné    |
| Lavotchkine La-150                        | URSS                    | 1946          | 8            | Abandonné    |
| Lavotchkine La-152                        | URSS                    | 1946          | 1            | Abandonné    |
| Lavotchkine La-156                        | URSS                    | 1947          | 2            | Abandonné    |
| Lavotchkine La-160                        | URSS                    | 1947          | 1            | Abandonné    |
| Lavotchkine La-168                        | URSS                    | 1948          | 1            | Abandonné    |
| Lavotchkine La-176                        | URSS                    | 1948          | 1            | Abandonné    |
| Lavotchkine La-190                        | URSS                    | 1951          | 1            | Abandonné    |
| Lavotchkine La-200                        | URSS                    | 1949          | 1            | Abandonné    |
| Lavotchkine La-250 Anakonda               | URSS                    | 1956          | 5            | Abandonné    |
| Letov Š-3 (en)                            | Tchécoslovaquie         | 1922          | 2            | Abandonné    |
| Letov Š-4 (en)                            | Tchécoslovaquie         | 1922          | 20           | Retiré       |
| Letov Š-7 (en)                            | Tchécoslovaquie         | 1923          | 1            | Abandonné    |
| Letov Š-12 (en)                           | Tchécoslovaquie         | 1924          | 1            | Abandonné    |
| Letov Š-13 (en)                           | Tchécoslovaquie         | 1924          | 1            | Abandonné    |
| Letov Š-14 (en)                           | Tchécoslovaquie         | 1924          | 1            | Abandonné    |
| Letov Š-20 (en)                           | Tchécoslovaquie         | 1925          | 117          | Retiré       |
| Letov Š-22 (en)                           | Tchécoslovaquie         | 1926          | 1            | Abandonné    |
| Letov Š-31 (en)                           | Tchécoslovaquie         | 1929          | 32           | Retiré       |
| Letov Š-231 (en)                          | Tchécoslovaquie         | 1933          | 25           | Retiré       |
| Levasseur PL 5 chasseur embarqué          | France                  | 1924          | 24           | Retiré       |
| Levasseur PL 6 chasseur biplace           | France                  | 1926          | 1            | Abandonné    |
| Levy-Biche LB.2 & LB.6 chasseur embarqué  | France                  | 1927          | 26           | Retiré       |
| LFG Roland D.II                           | Empire allemand         | 1916          | 300          | Retiré       |
| LFG Roland D.III                          | Empire allemand         | 1916          | 20 ca.       | Retiré       |
| LFG Roland D.VI                           | Empire allemand         | 1917          | 350          | Retiré       |
| Lioré et Olivier LeO 7 chasseur d'escorte | France                  | 1922          | 33           | Retiré       |
| Liuchow Kwangsi Type 3                    | Taïwan (ROC)            | 1937          | 1            | Abandonné    |
| Lloyd 40.15 (en) triplan                  | Empire austro-hongrois  | 1918          | 1            | Abandonné    |
| Lloyd 40.16                               | Empire austro-hongrois  | 1918          | 1            | Abandonné    |
| Lockheed YP-24                            | États-Unis              | 1931          | 1            | Abandonné    |
| Lockheed P-38 Lightning                   | États-Unis              | 1939          | 10 037       | Retiré       |
| Lockheed XP-49                            | États-Unis              | 1942          | 1            | Abandonné    |
| Lockheed XP-58 Chain Lightning            | États-Unis              | 1944          | 1            | Abandonné    |
| Lockheed P-80 Shooting Star               | États-Unis              | 1944          | 1 715        | Retiré       |
| Lockheed XF-90                            | États-Unis              | 1949          | 2            | Abandonné    |
| Lockheed F-94/F-97 Starfire               | États-Unis              | 1949          | 855          | Retiré       |
| Lockheed F-104 Starfighter                | États-Unis              | 1954          | 2 578        | Retiré       |
| Lockheed YF-12                            | États-Unis              | 1963          | 3            | Abandonné    |
| Lockheed Martin F-22 Raptor               | États-Unis              | 1997          | 195          | Opérationnel |
| Lockheed Martin F-35 Lightning II         | États-Unis, Royaume-Uni | 2006          | 63           | Opérationnel |
| Lockheed XFV tail-sitter                  | États-Unis              | 1953          | 1            | Abandonné    |
| Loening M-8 (en)                          | États-Unis              | 1918          | 55           | Retiré       |
| Loening PA-1 (en)                         | États-Unis              | 1922          | 1            | Abandonné    |
| Loening PW-2                              | États-Unis              | 1918          | 7            | Retiré       |
| Lohner 10.20 Spuckerl                     | Empire austro-hongrois  | 1916          | 2            | Abandonné    |
| Lohner Type AA                            | Empire austro-hongrois  | 1917          | 1            | Abandonné    |
| Lohner Type A/Dr.I                        | Empire austro-hongrois  | 1917          | 1            | Abandonné    |
| Loire 43                                  | France                  | 1932          | 1            | Abandonné    |
| Loire 45                                  | France                  | 1933          | 1            | Abandonné    |
| Loire 46                                  | France                  | 1934          | 61           | Retiré       |
| Loire 210 hydravion à flotteurs de chasse | France                  | 1935          | 21           | Retiré       |
| Loire 250                                 | France                  | 1935          | 1            | Abandonné    |
| Loire-Nieuport LN.160, 161 & SNCAO 161    | France                  | 1935          | 3            | Abandonné    |
| Loring C-1                                | Espagne                 | 1927          | 1            | Abandonné    |
| LVG E.I (de)                              | Empire allemand         | 1915          | 1            | Abandonné    |
| LVG D 10                                  | Empire allemand         | 1916          | 1            | Abandonné    |
| LVG D.II (en)                             | Empire allemand         | 1916          | 1            | Abandonné    |
| LVG D.III (en)                            | Empire allemand         | 1917          | 1            | Abandonné    |
| LVG D.IV (en)                             | Empire allemand         | 1918          | 1            | Abandonné    |
| LVG D.V (en)                              | Empire allemand         | 1918          | 1            | Abandonné    |
| LVG D.VI (en)                             | Empire allemand         | 1918          | 1            | Abandonné    |

### M
- Haut – A
- B
- C
- D
- E
- F
- G
- H
- I
- J
- K
- L
- M
- N
- O
- P
- Q
- R
- S
- T
- U
- V
- W
- X
- Y
- Z

| Nom de l'avion                                                            | Pays d'origine          | Année 1er vol | Nb. produits | Statut       |
| ------------------------------------------------------------------------- | ----------------------- | ------------- | ------------ | ------------ |
| Macchi C.200                                                              | Italie                  | 1937          | 1 153        | Retiré       |
| Macchi C.201                                                              | Italie                  | 1940          | 2            | Abandonné    |
| Macchi M.C.202 Folgore                                                    | Italie                  | 1940          | 1 200        | Retiré       |
| Macchi M.C.205 Veltro                                                     | Italie                  | 1942          | 262          | Retiré       |
| Macchi M.5 hydravion à coque de chasse                                    | Italie                  | 1917          | 244          | Retiré       |
| Macchi M.6 (en) hydravion à coque de chasse                               | Italie                  | 1917          | 1            | Abandonné    |
| Macchi M.7 hydravion à coque de chasse                                    | Italie                  | 1918          | 110+         | Retiré       |
| Macchi M.14 (en)                                                          | Italie                  | 1918          | 11           | Retiré       |
| Macchi M.26 (en) hydravion à coque de chasse                              | Italie                  | 1924          | 2            | Abandonné    |
| Macchi M.41 & M.41bis hydravion à coque de chasse                         | Italie                  | 1927          | 42           | Retiré       |
| Macchi M.71 (en) hydravion à coque de chasse catapulté                    | Italie                  | 1930          | 12 ca.       | Retiré       |
| Mann Egerton Type H (en) chasseur embarqué                                | Royaume-Uni             | 1917          | 2            | Abandonné    |
| Mann & Grimmer M.1 chasseur biplace                                       | Royaume-Uni             | 1915          | 1            | Abandonné    |
| etti MVT/SIAI S.50 (en)                                                   | Italie                  | 1919          | 3            | Abandonné    |
| Marinens Flyvebaatfabrikk M.F.9 (en)                                      | Norvège                 | 1925          | 10           | Retiré       |
| Mark D.I                                                                  | Empire allemand         | 1918          | 2            | Abandonné    |
| Martin-Baker MB 2 (en)                                                    | Royaume-Uni             | 1938          | 1            | Abandonné    |
| Martin-Baker MB 3 (en)                                                    | Royaume-Uni             | 1942          | 1            | Abandonné    |
| Martin-Baker MB.5                                                         | Royaume-Uni             | 1944          | 1            | Abandonné    |
| Martinsyde F.1 (en)                                                       | Royaume-Uni             | 1917          | 2            | Abandonné    |
| Martinsyde F.4 Buzzard                                                    | Royaume-Uni             | 1918          | 370+         | Retiré       |
| Martinsyde G.100                                                          | Royaume-Uni             | 1916          | 271          | Retiré       |
| MÁVAG Héja (en)                                                           | Hongrie                 | 1940          | 204          | Retiré       |
| McDonnell XP-67                                                           | États-Unis              | 1944          | 1            | Abandonné    |
| McDonnell XF-85 Goblin chasseur parasite                                  | États-Unis              | 1948          | 2            | Abandonné    |
| McDonnell XF-88 Voodoo                                                    | États-Unis              | 1948          | 2            | Abandonné    |
| McDonnell F-101 Voodoo                                                    | États-Unis              | 1954          | 807          | Retiré       |
| McDonnell Douglas AV-8B Harrier II Plus                                   | États-Unis, Royaume-Uni | 1993          | 133          | Opérationnel |
| McDonnell Douglas F-15 Eagle                                              | États-Unis              | 1972          | 1 196        | Opérationnel |
| McDonnell Douglas F-15E Strike Eagle                                      | États-Unis              | 1986          | 418          | Opérationnel |
| McDonnell Douglas F/A-18 Hornet                                           | États-Unis              | 1978          | 1 480        | Opérationnel |
| McDonnell FH-1 Phantom                                                    | États-Unis              | 1945          | 62           | Retiré       |
| McDonnell F2H Banshee                                                     | États-Unis              | 1947          | 895          | Retiré       |
| McDonnell F3H Demon                                                       | États-Unis              | 1951          | 519          | Retiré       |
| McDonnell Douglas F4H/F-110/F-4 Phantom II                                | États-Unis              | 1958          | 5 195        | Opérationnel |
| Messerschmitt Bf 109                                                      | Allemagne - IIIe Reich  | 1935          | 33 984       | Retiré       |
| Messerschmitt Bf 110                                                      | Allemagne - IIIe Reich  | 1936          | 6 170        | Retiré       |
| Messerschmitt Me 163 rocket fighter                                       | Allemagne - IIIe Reich  | 1941          | 370          | Retiré       |
| Messerschmitt Me 210                                                      | Allemagne - IIIe Reich  | 1939          | 90           | Retiré       |
| Messerschmitt Me 262/Avia S-92                                            | Allemagne - 3e Reich    | 1941          | 1 430        | Retiré       |
| Messerschmitt Me 263                                                      | Allemagne - IIIe Reich  | 1945          | 3            | Abandonné    |
| Messerschmitt Me 309                                                      | Allemagne - IIIe Reich  | 1942          | 4            | Abandonné    |
| Messerschmitt Me 310                                                      | Allemagne - IIIe Reich  | 1943          | 1            | Abandonné    |
| Messerschmitt Me 410                                                      | Allemagne - IIIe Reich  | 1942          | 1 200 ca.    | Retiré       |
| Mikhelson/Korvin MK-1 Rybka floatplane/ski fighter                        | URSS                    | 1923          | 1            | Abandonné    |
| Mikoyan-Gurevich I-210                                                    | URSS                    | 1941          | 1            | Abandonné    |
| Mikoyan-Gurevich I-211 (en)                                               | URSS                    | 1943          | 1            | Abandonné    |
| Mikoyan-Gurevich I-220                                                    | URSS                    | 1943          | 2            | Abandonné    |
| Mikoyan-Gurevich I-221                                                    | URSS                    | 1943          | 1            | Abandonné    |
| Mikoyan-Gurevich I-222                                                    | URSS                    | 1944          | 1            | Abandonné    |
| Mikoyan-Gurevich I-224                                                    | URSS                    | 1944          | 1            | Abandonné    |
| Mikoyan-Gurevich I-225                                                    | URSS                    | 1944          | 2            | Abandonné    |
| Mikoyan-Gurevich I-230                                                    | URSS                    | 1942          | 7            | Abandonné    |
| Mikoyan-Gurevich I-231                                                    | URSS                    | 1943          | 1            | Abandonné    |
| Mikoyan-Gourevitch MiG I-250 mixed power fighter                          | URSS                    | 1945          | 12           | Abandonné    |
| Mikoyan-Gurevich I-70 & 270                                               | URSS                    | 1946          | 2            | Abandonné    |
| Mikoyan-Gurevich I-320 (en)                                               | URSS                    | 1949          | 2            | Abandonné    |
| Mikoyan-Gurevich I-370/I-1/I-2                                            | URSS                    | 1955          | 1            | Abandonné    |
| Mikoyan-Gurevich I-3 (en)                                                 | URSS                    | 1956          | 2            | Abandonné    |
| Mikoyan-Gurevich I-75 (en)                                                | URSS                    | 1958          | 2            | Abandonné    |
| Mikoyan-Gourevitch MiG-1                                                  | URSS                    | 1940          | 103          | Retiré       |
| Mikoyan-Gourevitch MiG-3                                                  | URSS                    | 1940          | 3 172        | Retiré       |
| Mikoyan-Gurevich MiG-5/DIS                                                | URSS                    | 1941          | 2            | Abandonné    |
| Mikoyan-Gurevich MiG-7                                                    | URSS                    | 1941          | 1            | Abandonné    |
| Mikoyan-Gourevitch MiG-9                                                  | URSS                    | 1946          | 598          | Retiré       |
| Mikoyan-Gourevitch MiG-15                                                 | URSS                    | 1947          | 18 000       | Retiré       |
| Mikoyan-Gourevitch MiG-17                                                 | URSS                    | 1950          | 10 603       | Retiré       |
| Mikoyan-Gourevitch MiG-19                                                 | URSS                    | 1953          | 2 172        | Retiré       |
| Mikoyan-Gourevitch MiG-21                                                 | URSS                    | 1955          | 11 496       | Opérationnel |
| Mikoyan-Gourevitch MiG-21PD chasseur à décollage et atterrissage vertical | URSS                    | 1966          | 1            | Abandonné    |
| Mikoyan-Gurevich MiG-23PD chasseur à décollage et atterrissage vertical   | URSS                    | 1967          | 1            | Abandonné    |
| Mikoyan-Gourevitch MiG-23                                                 | URSS                    | 1967          | 5 047        | Opérationnel |
| Mikoyan-Gourevitch MiG-25                                                 | URSS                    | 1964          | 1 190        | Opérationnel |
| Mikoyan-Gourevitch MiG-29                                                 | URSS                    | 1977          | 1 600        | Opérationnel |
| Mikoyan-Gourevitch MiG-31                                                 | URSS                    | 1975          | 500          | Opérationnel |
| Mikoyan-Gourevitch MiG-35                                                 | Russie                  | 2007          | 10           | Prototype    |
| Mikoyan-Gourevitch SM-12                                                  | URSS                    | 1957          | 3            | Abandonné    |
| Mikoyan-Gourevitch Ye-150 & Ye-152                                        | URSS                    | 1959          | 4            | Abandonné    |
| Mikoyan-Gourevitch Ye-8                                                   | URSS                    | 1962          | 2            | Abandonné    |
| Mikoyan MiG 1.44                                                          | Russie                  | 2000          | 2            | Abandonné    |
| Miles M.20                                                                | Royaume-Uni             | 1940          | 2            | Abandonné    |
| Miles M.35 Libellula (en)                                                 | Royaume-Uni             | 1942          | 1            | Abandonné    |
| Miles Master Fighter                                                      | Royaume-Uni             | 1940          | 26           | Retiré       |
| Militär Apparat (Häfeli) MA-7                                             | Suisse                  | 1925          | 1            | Abandonné    |
| Mitsubishi 1MF                                                            | Japon                   | 1921          | 138          | Retiré       |
| Mitsubishi 1MF2                                                           | Japon                   | 1928          | 2            | Abandonné    |
| Mitsubishi 1MF9 (en)                                                      | Japon                   | 1927          | 2            | Abandonné    |
| Mitsubishi 1MF10 (en) 7-shi carrier fighter                               | Japon                   | 1933          | 2            | Abandonné    |
| Mitsubishi A5M                                                            | Japon                   | 1935          | 1 094        | Retiré       |
| Mitsubishi A6M                                                            | Japon                   | 1939          | 10 939       | Retiré       |
| Mitsubishi A7M                                                            | Japon                   | 1944          | 8            | Abandonné    |
| Mitsubishi ATD-X                                                          | Japon                   | n/a           | 0            | Projet       |
| Mitsubishi F-1                                                            | Japon                   | 1975          | 77           | Retiré       |
| Mitsubishi F-2                                                            | Japon, États-Unis       | 1995          | 98           | Opérationnel |
| Mitsubishi G6M Heavy Fighter                                              | Japon                   | 1940          | 30           | Retiré       |
| Mitsubishi J2M                                                            | Japon                   | 1942          | 621          | Retiré       |
| Mitsubishi J8M/Ki-200                                                     | Japon                   | 1945          | 7            | Abandonné    |
| Mitsubishi Ka-8 (en) two-seat shipboard fighter                           | Japon                   | 1934          | 2            | Abandonné    |
| Mitsubishi Ki-18 (en)                                                     | Japon                   | 1935          | 1            | Abandonné    |
| Mitsubishi Ki-33 (en)                                                     | Japon                   | 1936          | 2            | Abandonné    |
| Mitsubishi Ki-46 Heavy Fighter (conversion)                               | Japon                   | 1944          | 200 ca.      | Retiré       |
| Mitsubishi Ki-83 chasseur lourd                                           | Japon                   | 1944          | 4            | Abandonné    |
| Mitsubishi Ki-109 heavy day/night fighter                                 | Japon                   | 1942          | 24           | Retiré       |
| Morane-Saulnier Type L                                                    | France                  | 1914          | 600          | Retiré       |
| Morane-Saulnier Type N                                                    | France                  | 1915          | 49           | Retiré       |
| Morane-Saulnier I (en)                                                    | France                  | 1916          | 4            | Retiré       |
| Morane-Saulnier V (en)                                                    | France                  | 1916          | 30 ca.       | Retiré       |
| Morane-Saulnier AC (en)                                                   | France                  | 1916          | 32 ca.       | Retiré       |
| Morane-Saulnier AF (en)                                                   | France                  | 1917          | 1            | Abandonné    |
| Morane-Saulnier AI                                                        | France                  | 1917          | 1 210        | Retiré       |
| Morane-Saulnier AN series (en)                                            | France                  | 1918          | 4            | Abandonné    |
| Morane-Saulnier M.S.121 (en)                                              | France                  | 1927          | 1            | Abandonné    |
| Morane-Saulnier MS.225                                                    | France                  | 1932          | 75           | Retiré       |
| Morane-Saulnier M.S.325 (en)                                              | France                  | 1933          | 1            | Abandonné    |
| Morane-Saulnier MS.405                                                    | France                  | 1935          | 18           | Abandonné    |
| Morane-Saulnier MS.406                                                    | France                  | 1935          | 1 094 ca.    | Retiré       |
| Morane-Saulnier MS.410                                                    | France                  | 1940          | 74           | Retiré       |
| Mosca MB bis                                                              | Empire russe            | 1916          | 50           | Retiré       |
| Moskalyev SAM-13 (en)                                                     | URSS                    | 1940          | 1            | Abandonné    |

### N
- Haut – A
- B
- C
- D
- E
- F
- G
- H
- I
- J
- K
- L
- M
- N
- O
- P
- Q
- R
- S
- T
- U
- V
- W
- X
- Y
- Z

| Nom de l'avion                                         | Pays d'origine | Année 1er vol | Nb. produits | Statut       |
| ------------------------------------------------------ | -------------- | ------------- | ------------ | ------------ |
| Nakajima A2N                                           | Japon          | 1929          | 100          | Retiré       |
| Nakajima A4N                                           | Japon          | 1934          | 221          | Retiré       |
| Nakajima A6M2-N floatplane fighter                     | Japon          | 1941          | 327          | Retiré       |
| Nakajima Type 91                                       | Japon          | 1928          | 450          | Retiré       |
| Nakajima C6N chasseur de nuit                          | Japon          | 1943          | 6            | Abandonné    |
| Nakajima J1N1 chasseur de nuit                         | Japon          | 1941          | 479          | Retiré       |
| Nakajima J5N                                           | Japon          | 1944          | 6            | Abandonné    |
| Nakajima Ki-8 (en)                                     | Japon          | 1934          | 5            | Abandonné    |
| Nakajima Ki-11 (en)                                    | Japon          | 1934          | 4            | Abandonné    |
| Nakajima Ki-12 (en)                                    | Japon          | 1936          | 2            | Abandonné    |
| Nakajima Ki-27                                         | Japon          | 1936          | 3 368        | Retiré       |
| Nakajima Ki-43 Hayabusa                                | Japon          | 1938          | 5 919        | Retiré       |
| Nakajima Ki-44                                         | Japon          | 1940          | 1 225        | Retiré       |
| Nakajima Ki-49 heavy escort fighter                    | Japon          | 1939          | 3            | Abandonné    |
| Nakajima Ki-84                                         | Japon          | 1943          | 3 514        | Retiré       |
| Nakajima Ki-87                                         | Japon          | 1945          | 1            | Abandonné    |
| Nakajima Ki-116 (en)                                   | Japon          | 1945          | 1            | Abandonné    |
| Nakajima Kikka                                         | Japon          | 1945          | 2            | Abandonné    |
| Nakajima NAF-1 6-shi 2 seat carrier fighter            | Japon          | 1933          | 1            | Abandonné    |
| Nakajima NAF-2 8-shi 2 seat carrier fighter            | Japon          | 1934          | 2            | Abandonné    |
| Nanchang J-12 (en)                                     | Chine (PRC)    | 1970          | 9            | Abandonné    |
| Nielsen & Winther Type AA (en)                         | Denmark        | 1917          | 6            | Retiré       |
| Nieuport 10                                            | France         | 1914          | 300+         | Retiré       |
| Nieuport 11 « Bébé »                                   | France         | 1915          | 7 200 ca.    | Retiré       |
| Nieuport 17                                            | France         | 1916          | 4 000 ca.    | Retiré       |
| Nieuport 17bis, 24, 24bis, 25 & 27                     | France         | 1917          | 500+         | Retiré       |
| Nieuport 28                                            | France         | 1917          | 300          | Retiré       |
| Nieuport-Delage NiD.29                                 | France         | 1918          | 1 250 ca.    | Retiré       |
| Nieuport 31 (en)                                       | France         | 1919          | 1            | Abandonné    |
| Nieuport-Delage NiD 32RH lightweight naval fighter     | France         | 1919          | 10           | Retiré       |
| Nieuport-Delage NiD 37 (en) chasseur de haute altitude | France         | 1923          | 1            | Abandonné    |
| Nieuport-Delage NiD 40 chasseur de haute altitude      | France         | 1923          | 1            | Abandonné    |
| Nieuport-Delage NiD.42                                 | France         | 1924          | 31           | Retiré       |
| Nieuport-Delage NiD 43 (en) 2 seat floatplane fighter  | France         | 1924          | 1            | Abandonné    |
| Nieuport-Delage NiD 48 (en) lightweight fighter        | France         | 1926          | 2            | Abandonné    |
| Nieuport-Delage NiD.52                                 | France         | 1927          | 135          | Retiré       |
| Nieuport-Delage NiD 62                                 | France         | 1928          | 322          | Retiré       |
| Nieuport-Delage NiD.622                                | France         | 1930          | 314          | Retiré       |
| Nieuport-Delage NiD 626 Version péruvienne             | France         | 1932          | 12           | Retiré       |
| Nieuport-Delage NiD 628 chasseur de haute altitude     | France         | 1932          | 2            | Abandonné    |
| Nieuport-Delage NiD 629                                | France         | 1932          | 50           | Retiré       |
| Nieuport-Delage NiD 72                                 | France         | 1928          | 8            | Retiré       |
| Nieuport-Delage NiD 82                                 | France         | 1930          | 1            | Abandonné    |
| Nieuport-Delage NiD-120                                | France         | 1932          | 11           | Retiré       |
| Nieuport Nighthawk (en)                                | Royaume-Uni    | 1919          | 70           | Retiré       |
| Nikitin-Shevchenko IS polymorphic fighter              | URSS           | 1940          | 2            | Abandonné    |
| North American P-64                                    | États-Unis     | 1939          | 13           | Retiré       |
| North American P-51 Mustang                            | États-Unis     | 1940          | 16 766       | Retiré       |
| North American F-82 Twin Mustang                       | Retiré         |               |              |              |
| North American F-86 Sabre                              | États-Unis     | 1947          | 9 860        | Retiré       |
| North American FJ-1 Fury                               | États-Unis     | 1946          | 31           | Retiré       |
| North American FJ-2/-3 Fury                            | États-Unis     | 1951          | 741          | Retiré       |
| North American FJ-4 Fury                               | États-Unis     | 1954          | 374          | Retiré       |
| North American YF-93                                   | États-Unis     | 1950          | 2            | Abandonné    |
| North American F-100 Super Sabre                       | États-Unis     | 1953          | 2 294        | Retiré       |
| North American YF-107 Ultra Sabre                      | États-Unis     | 1956          | 3            | Abandonné    |
| North American OV-10 Bronco                            | États-Unis     | 1965          | 370          | Opérationnel |
| Northrop XFT                                           | États-Unis     | 1933          | 1            | Abandonné    |
| Northrop XP-56 Black Bullet                            | États-Unis     | 1943          | 2            | Abandonné    |
| Northrop P-61 Black Widow                              | États-Unis     | 1942          | 742          | Retiré       |
| Northrop XP-79                                         | États-Unis     | 1945          | 1            | Abandonné    |
| Northrop F-89 Scorpion                                 | États-Unis     | 1948          | 1 050        | Retiré       |
| Northrop F-5 Freedom Fighter                           | États-Unis     | 1959          | 2 246        | Opérationnel |
| Northrop YF-17 Cobra                                   | États-Unis     | 1974          | 2            | Abandonné    |
| Northrop F-20 Tigershark                               | États-Unis     | 1982          | 3            | Abandonné    |
| Northrop YF-23 Black Widow II                          | États-Unis     | 1990          | 2            | Abandonné    |
| NVI F.K.31 (en)                                        | Pays-Bas       | 1923          | 17           | Retiré       |

### O
- Haut – A
- B
- C
- D
- E
- F
- G
- H
- I
- J
- K
- L
- M
- N
- O
- P
- Q
- R
- S
- T
- U
- V
- W
- X
- Y
- Z

| Nom de l'avion | Pays d'origine         | Année 1er vol | Nb. produits | Statut    |
| -------------- | ---------------------- | ------------- | ------------ | --------- |
| Oeffag D.III   | Empire Austro-Hongrois | 1917          | 526 ca.      | Retiré    |
| Orenco B       | États-Unis             | 1918          | 4            | Abandonné |
| Orenco D (en)  | États-Unis             | 1919          | 54           | Retiré    |

### P
- Haut – A
- B
- C
- D
- E
- F
- G
- H
- I
- J
- K
- L
- M
- N
- O
- P
- Q
- R
- S
- T
- U
- V
- W
- X
- Y
- Z

| Nom de l'avion                                                  | Pays d'origine          | Année 1er vol | Nb. produits | Statut       |
| --------------------------------------------------------------- | ----------------------- | ------------- | ------------ | ------------ |
| Packard-Lepère LUSAC-11                                         | États-Unis              | 1918          | 30           | Retiré       |
| Panavia Tornado ADV                                             | Royaume-Uni             | 1979          | 218          | Opérationnel |
| Parnall Pipit (en)                                              | Royaume-Uni             | 1928          | 2            | Abandonné    |
| Parnall Plover                                                  | Royaume-Uni             | 1922          | 13           | Retiré       |
| Parnall Puffin (en) amphibious fighter                          | Royaume-Uni             | 1920          | 3            | Abandonné    |
| Parnall Scout (en) Zeppelin fighter                             | Royaume-Uni             | 1916          | 1            | Abandonné    |
| Pashinin I-21                                                   | URSS                    | 1940          | 3            | Abandonné    |
| Pemberton-Billing P.B.9                                         | Royaume-Uni             | 1914          | 1            | Abandonné    |
| Pemberton-Billing Nighthawk Zeppelin fighter                    | Royaume-Uni             | 1917          | 1            | Abandonné    |
| Petlyakov Pe-3 chasseur de nuit                                 | URSS                    | 1941          | 360          | Retiré       |
| Petlyakov VI-100 (en) chasseur de haute altitude                | URSS                    | 1939          | 1            | Abandonné    |
| Pfalz D.III                                                     | Empire allemand         | 1917          | 1 010        | Retiré       |
| Pfalz D.IV                                                      | Empire allemand         | 1916          | 1            | Abandonné    |
| Pfalz D.VI                                                      | Empire allemand         | 1917          | 2+           | Abandonné    |
| Pfalz D.VII                                                     | Empire allemand         | 1917          | 15+          | Retiré       |
| Pfalz D.VIII                                                    | Empire allemand         | 1918          | 40           | Retiré       |
| Pfalz D.XII                                                     | Empire allemand         | 1918          | 800          | Retiré       |
| Pfalz D.XIII                                                    | Empire allemand         | 1918          | 1+           | Abandonné    |
| Pfalz D.XIV                                                     | Empire allemand         | 1918          | 3+           | Abandonné    |
| Pfalz D.XV                                                      | Empire allemand         | 1918          | 2+           | Abandonné    |
| Pfalz Dr.I triplane                                             | Empire allemand         | 1917          | 10           | Retiré       |
| Pfalz Dr.II (en) triplane                                       | Empire allemand         | 1918          | 2            | Abandonné    |
| Pfalz E.I monoplane                                             | France, Empire allemand | 1915          | 45           | Retiré       |
| Pfalz E.II monoplane                                            | France, Empire allemand | 1915          | 130          | Retiré       |
| Pfalz E.IV monoplane                                            | France, Empire allemand | 1916          | 46           | Retiré       |
| Pfalz E.V monoplane                                             | France, Empire allemand | 1916          | 20           | Retiré       |
| Phönix 20.16 chasseur biplace                                   | Empire Austro-Hongrois  | 1917          | 1            | Abandonné    |
| Phönix 20.14, 20.15, D.I, D.II & D.III                          | Empire Austro-Hongrois  | 1917          | 158          | Retiré       |
| Phönix 20.22-25                                                 | Empire Austro-Hongrois  | 1917          | 1            | Abandonné    |
| Piaggio P.2 (en)                                                | Italie                  | 1923          | 2            | Abandonné    |
| Piaggio P.119 (it)                                              | Italie                  | 1942          | 1            | Abandonné    |
| Polikarpov DI-1 two seat fighter                                | URSS                    | 1926          | 1            | Abandonné    |
| Polikarpov I-1                                                  | URSS                    | 1923          | 18           | Abandonné    |
| Polikarpov I-3 (en)                                             | URSS                    | 1928          | 389          | Retiré       |
| Polikarpov I-5                                                  | URSS                    | 1930          | 803          | Retiré       |
| Polikarpov I-15                                                 | URSS                    | 1933          | 671          | Retiré       |
| Polikarpov I-15bis                                              | URSS                    | 1937          | 2 408        | Retiré       |
| Polikarpov I-152                                                | URSS                    | 1938          | 3            | Abandonné    |
| Polikarpov I-153                                                | URSS                    | 1938          | 3 437        | Retiré       |
| Polikarpov I-16                                                 | URSS                    | 1933          | 8 644        | Retiré       |
| Polikarpov I-17                                                 | URSS                    | 1934          | 3            | Abandonné    |
| Polikarpov I-180 (en)                                           | URSS                    | 1938          | 13           | Abandonné    |
| Polikarpov I-185                                                | URSS                    | 1941          | 4            | Abandonné    |
| Polikarpov I-190                                                | URSS                    | 1939          | 2            | Abandonné    |
| Polikarpov ITP (en)                                             | URSS                    | 1942          | 2            | Abandonné    |
| Polikarpov TIS (en) chasseur lourd                              | URSS                    | 1941          | 2            | Abandonné    |
| Pomilio FVL-8 (en)                                              | États-Unis              | 1919          | 6            | Abandonné    |
| Pomilio Gamma (en)                                              | Italie                  | 1918          | 2            | Abandonné    |
| Ponnier M.1                                                     | France                  | 1915          | 20           | Retiré       |
| Port Victoria P.V.1 (en) floatplane fighter                     | Royaume-Uni             | 1916          | 1            | Abandonné    |
| Port Victoria P.V.2 & P.V.2bis (en) floatplane fighter          | Royaume-Uni             | 1916          | 1            | Abandonné    |
| Port Victoria P.V.5 (en) floatplane fighter                     | Royaume-Uni             | 1917          | 1            | Abandonné    |
| Port Victoria P.V.5a (en) floatplane fighter                    | Royaume-Uni             | 1918          | 1            | Abandonné    |
| Port Victoria P.V.7 (en) lightweight fighter                    | Royaume-Uni             | 1917          | 1            | Abandonné    |
| Port Victoria P.V.8 (en) lightweight fighter                    | Royaume-Uni             | 1917          | 1            | Abandonné    |
| Port Victoria P.V.9 (en) floatplane fighter                     | Royaume-Uni             | 1917          | 1            | Abandonné    |
| Potez XI                                                        | France                  | 1922          | 1            | Abandonné    |
| Potez 23                                                        | France                  | 1924          | 1            | Abandonné    |
| Potez 26                                                        | France                  | 1924          | 1            | Abandonné    |
| Potez 31 chasseur de nuit biplace                               | France                  | 1929          | 1            | Abandonné    |
| Potez 630                                                       | France                  | 1936          | 1 360        | Retiré       |
| Pradipohok                                                      | Siam                    | 1929          | 1            | Abandonné    |
| Praga E-44                                                      | Tchécoslovaquie         | 1932          | 2            | Abandonné    |
| Praga E-45                                                      | Tchécoslovaquie         | 1934          | 1            | Abandonné    |
| Podlaska Wytwórnia Samolotów PWS-1 & 1bis (en) chasseur biplace | Pologne                 | 1927          | 1            | Abandonné    |
| Podlaska Wytwórnia Samolotów PWS-10 (en)                        | Pologne                 | 1930          | 80           | Retiré       |
| PZL P.1                                                         | Pologne                 | 1929          | 2            | Abandonné    |
| PZL P.6 (en)                                                    | Pologne                 | 1930          | 1            | Abandonné    |
| PZL P.7                                                         | Pologne                 | 1930          | 151          | Retiré       |
| PZL P.8                                                         | Pologne                 | 1931          | 2            | Abandonné    |
| PZL P.11                                                        | Pologne                 | 1931          | 325          | Retiré       |
| PZL P.24                                                        | Pologne                 | 1933          | 192 env.     | Retiré       |
| PZL.38 Wilk (en) chasseur lourd                                 | Pologne                 | 1938          | 2            | Abandonné    |
| PZL.50 Jastrząb (en)                                            | Pologne                 | 1939          | 1            | Abandonné    |

### Q
- Haut – A
- B
- C
- D
- E
- F
- G
- H
- I
- J
- K
- L
- M
- N
- O
- P
- Q
- R
- S
- T
- U
- V
- W
- X
- Y
- Z

| Nom de l'avion | Pays d'origine | Année 1er vol | Nb. produits | Statut |
| -------------- | -------------- | ------------- | ------------ | ------ |
| Qaher-313      | Iran           | n/a           | 1            | Projet |

### R
- Haut – A
- B
- C
- D
- E
- F
- G
- H
- I
- J
- K
- L
- M
- N
- O
- P
- Q
- R
- S
- T
- U
- V
- W
- X
- Y
- Z

| Nom de l'avion                                     | Pays d'origine  | Année 1er vol | Nb. produits | Statut    |
| -------------------------------------------------- | --------------- | ------------- | ------------ | --------- |
| Reggiane Re.2000                                   | Italie          | 1939          | 180          | Retiré    |
| Reggiane Re.2001                                   | Italie          | 1940          | 252          | Retiré    |
| Reggiane Re.2002                                   | Italie          | 1940          | 225          | Retiré    |
| Reggiane Re.2004 (en)                              | Italie          | 1942          | 1            | Abandonné |
| Reggiane Re.2005                                   | Italie          | 1942          | 48           | Retiré    |
| Renard Epervier                                    | Belgique        | 1928          | 2            | Abandonné |
| Renard R.36                                        | Belgique        | 1937          | 3            | Abandonné |
| Robert Esnault-Pelterie                            | France          | 1918          | 1            | Abandonné |
| Republic AP-9                                      | États-Unis      | 1939          | 1            | Abandonné |
| Republic P-43 Lancer                               | États-Unis      | 1940          | 272          | Retiré    |
| Republic P-47 Thunderbolt                          | États-Unis      | 1941          | 15 686       | Retiré    |
| Republic XP-72                                     | États-Unis      | 1944          | 2            | Abandonné |
| Republic F-84 Thunderjet                           | États-Unis      | 1946          | 7 524        | Retiré    |
| Republic F-84F Thunderstreak                       | États-Unis      | 1950          | 3 428        | Retiré    |
| Republic XF-91 Thunderceptor                       | États-Unis      | 1949          | 2            | Abandonné |
| Republic F-105 Thunderchief                        | États-Unis      | 1955          | 833          | Retiré    |
| Rex D (1917)                                       | Empire allemand | 1917          | 1            | Abandonné |
| Rikugun Ki-93 chasseur lourd                       | Japon           | 1945          | 2            | Abandonné |
| Rockwell XFV-12                                    | États-Unis      | n/a           | 1            | Abandonné |
| Rogozarski IK-3                                    | Yougoslavie     | 1938          | 12           | Retiré    |
| Romano R-110 (en) 3 seat fighter                   | France          | 1938          | 1            | Abandonné |
| Roussel R.30                                       | France          | 1939          | 1            | Abandonné |
| Royal Aircraft Factory B.E.12 chasseur de nuit     | Royaume-Uni     | 1915          | 601          | Retiré    |
| Royal Aircraft Factory F.E.8                       | Royaume-Uni     | 1915          | 295          | Retiré    |
| Royal Aircraft Factory N.E.1 (en) chasseur de nuit | Royaume-Uni     | 1917          | 6            | Abandonné |
| Royal Aircraft Factory S.E.2                       | Royaume-Uni     | 1913          | 1            | Retiré    |
| Royal Aircraft Factory S.E.4 (en)                  | Royaume-Uni     | 1914          | 1            | Abandonné |
| Royal Aircraft Factory S.E.4a (en)                 | Royaume-Uni     | 1915          | 4            | Retiré    |
| Royal Aircraft Factory S.E.5                       | Royaume-Uni     | 1916          | 5 205        | Retiré    |
| Rumpler 6B Floatplane fighter                      | Empire allemand | 1916          | 88           | Retiré    |
| Rumpler D.I (en)                                   | Empire allemand | 1917          | 6+           | Abandonné |
| Ryan FR Fireball mixed propulsion fighter          | États-Unis      | 1944          | 66           | Retiré    |
| Ryan XF2R Dark Shark mixed propulsion fighter      | États-Unis      | 1946          | 1            | Abandonné |

### S
- Haut – A
- B
- C
- D
- E
- F
- G
- H
- I
- J
- K
- L
- M
- N
- O
- P
- Q
- R
- S
- T
- U
- V
- W
- X
- Y
- Z

Pour permettre la mise à jour au fur et à mesure de la traduction.
| Nom de l'avion                                           | Pays d'origine         | Année 1er vol | Nb. produits                                                | Statut      |
| -------------------------------------------------------- | ---------------------- | ------------- | ----------------------------------------------------------- | ----------- |
| Saab 21 pusher fighter                                   | Sweden                 | 1943          | 298                                                         | Retiré      |
| Saab 21R jet fighter                                     | Sweden                 | 1947          | 64                                                          | Retiré      |
| Saab 29 Tunnan                                           | Sweden                 | 1948          | 661                                                         | Retiré      |
| Saab 32 Lansen                                           | Sweden                 | 1952          | 450                                                         | Retiré      |
| Saab 35 Draken                                           | Sweden                 | 1955          | 644                                                         | Retiré      |
| Saab 37 Viggen                                           | Sweden                 | 1967          | 329                                                         | Retiré      |
| Saab JAS 39 Gripen                                       | Sweden                 | 1988          | 235                                                         | Operational |
| Saunders A.10                                            | United Kingdom         | 1929          | 3                                                           | Abandonné   |
| Saunders-Roe SR.A/1 seaplane jet fighter                 | United Kingdom         | 1947          | 3                                                           | Abandonné   |
| Saunders-Roe SR.53 rocket/jet interceptor                | United Kingdom         | 1957          | 2                                                           | Abandonné   |
| Savoia-etti SM.88                                        | Italy                  | 1939          | 1                                                           | Abandonné   |
| Savoia-etti SM.91                                        | Italy                  | 1943          | 2                                                           | Abandonné   |
| Savoia-etti SM.92                                        | Italy                  | 1943          | 1                                                           | Abandonné   |
| Schütte-Lanz D.I                                         | German Empire          | 1915          | 1                                                           | Abandonné   |
| Schütte-Lanz D.II                                        | German Empire          | 1915          | 1                                                           | Abandonné   |
| Schütte-Lanz D.III                                       | German Empire          | 1918          | 1                                                           | Abandonné   |
| Schütte-Lanz D.IV                                        | German Empire          | 1918          | 1                                                           | Abandonné   |
| SEA IV                                                   | France                 | 1918          | 117                                                         | Retiré      |
| SET XV                                                   | Romania                | 1934          | 1                                                           | Abandonné   |
| Seversky P-35                                            | United States          | 1935          | 136                                                         | Retiré      |
| Seversky XP-41                                           | United States          | 1939          | 1                                                           | Abandonné   |
| Shchetinin (Grigorovich) M-11 & M-12 flying boat fighter | Russian Empire         | 1916          | 61                                                          | Retiré      |
| Shenyang J-5                                             | China (PRC)            | 1956          | 1 820                                                       | Retiré      |
| Shenyang J-6                                             | China (PRC)            | 1958          | 3 000                                                       | Retiré      |
| Shenyang J-8 & J-8II                                     | China (PRC)            | 1969          | 390                                                         | Operational |
| Shenyang J-11                                            | China (PRC)            | 1998          | 200                                                         | Operational |
| Shenyang J-15                                            | China (PRC)            | 2009          | 1+                                                          | Prototype   |
| Shenyang J-31                                            | China (PRC)            | 2012          | 1+                                                          | Prototype   |
| Short Gurnard                                            | United Kingdom         | 1929          | 2                                                           | Abandonné   |
| SIAI S.52                                                | Italy                  | 1924          | 2                                                           | Retiré      |
| SIAI S.58 seaplane fighter                               | Italy                  | 1924          | 5                                                           | Retiré      |
| SIAI S.67 seaplane fighter                               | Italy                  | 1930          | 3                                                           | Retiré      |
| Siemens-Schuckert D.I (en)                               | German Empire          | 1916          | 95                                                          | Retiré      |
| Siemens-Schuckert D.II                                   | German Empire          | 1917          | 3                                                           | Abandonné   |
| Siemens-Schuckert D.III                                  | German Empire          | 1917          | 80                                                          | Retiré      |
| Siemens-Schuckert D.IV                                   | German Empire          | 1918          | 123                                                         | Retiré      |
| Siemens-Schuckert D.V                                    | German Empire          | 1918          | 1                                                           | Abandonné   |
| Siemens-Schuckert D.VI parasol monoplane                 | German Empire          | 1918          | 2                                                           | Abandonné   |
| Siemens-Schuckert DDr.I twin engine push-pull fighter    | German Empire          | 1917          | 1                                                           | Abandonné   |
| Siemens-Schuckert E.I, E.II & E.III                      | German Empire          | 1915          | 28                                                          | Retiré      |
| Sikorsky S-16                                            | Russian Empire         | 1915          | 30 ca.                                                      | Retiré      |
| Sikorsky S-18 4-engine escort fighter                    | Russian Empire         | 1917          | 1                                                           | Abandonné   |
| Sikorsky S-20                                            | Russian Empire         | 1916          | 5                                                           | Retiré      |
| SNCAC (Centre) NC.1080 carrier fighter                   | France                 | 1949          | 1                                                           | Abandonné   |
| SNCAN (Nord) N.2200 carrier fighter                      | France                 | 1949          | 1                                                           | Abandonné   |
| SNCAO (Ouest) CAO.200                                    | France                 | 1939          | 1                                                           | Abandonné   |
| SNCASO (Sud Aviation) Vautour II intercepteur            | France                 | 1952          | 71                                                          | Retiré      |
| SNCASE (Sud-Est) Aquilon license-built DH Sea Venom      | United Kingdom, France | 1951          | 91l'article en anglais en recense 121[Information douteuse] | Retiré      |
| SNCASE (Sud-Est) SE.100                                  | France                 | 1939          | 1                                                           | Abandonné   |
| SNCASE (Sud-Est) Durandal                                | France                 | 1956          | 2                                                           | Abandonné   |
| SNCASO (Sud-Ouest) Espadon                               | France                 | 1948          | 4                                                           | Abandonné   |
| SNCASO (Sud-Ouest) Trident                               | France                 | 1953          | 12                                                          | Abandonné   |
| Sopwith Baby chasseur à flotteur                         | Royaume-Uni            | 1915          | 286                                                         | Retiré      |
| Sopwith Bulldog chasseur biplace                         | Royaume-Uni            | 1918          | 2                                                           | Abandonné   |
| Sopwith Buffalo chasseur de reconnaissance armée         | Royaume-Uni            | 1918          | 2                                                           | Abandonné   |
| Sopwith Camel                                            | Royaume-Uni            | 1916          | 5 490                                                       | Retiré      |
| Sopwith Dolphin                                          | Royaume-Uni            | 1917          | 2 072                                                       | Retiré      |
| Sopwith Dragon                                           | Royaume-Uni            | 1918          | 200 ca.                                                     | Abandonné   |
| Sopwith Gunbus                                           | Royaume-Uni            | 1914          | 23                                                          | Retiré      |
| Sopwith 3F.2 Hippo chasseur biplace                      | Royaume-Uni            | 1917          | 2                                                           | Abandonné   |
| Sopwith Hispano-Suiza Triplane                           | Royaume-Uni            | 1916          | 2                                                           | Abandonné   |
| Sopwith 1½ Strutter                                      | Royaume-Uni            | 1915          | 5 939                                                       | Retiré      |
| Sopwith L.R.T.Tr. triplane escort fighter                | Royaume-Uni            | 1916          | 1                                                           | Abandonné   |
| Sopwith Pup                                              | Royaume-Uni            | 1916          | 1 770                                                       | Retiré      |
| Sopwith Schneider                                        | Royaume-Uni            | 1914          | 136 ca.                                                     | Retiré      |
| Sopwith Snail                                            | Royaume-Uni            | 1918          | 2                                                           | Abandonné   |
| Sopwith Snapper                                          | Royaume-Uni            | 1919          | 3                                                           | Abandonné   |
| Sopwith Snark                                            | Royaume-Uni            | 1919          | 3                                                           | Abandonné   |
| Sopwith Snipe                                            | Royaume-Uni            | 1917          | 2 097                                                       | Retiré      |
| Sopwith Swallow                                          | Royaume-Uni            | 1918          | 1                                                           | Abandonné   |
| Sopwith Triplane                                         | Royaume-Uni            | 1916          | 147                                                         | Retiré      |
| SPAD SA.1-4 & SG                                         | France                 | 1915          | 99                                                          | Retiré      |
| SPAD S.VII                                               | France                 | 1916          | 6 000+                                                      | Retiré      |
| SPAD S.XI Cn2 chasseur de nuit biplace                   | France                 | 1917          | 1                                                           | Abandonné   |
| SPAD S.XII chasseur-canon                                | France                 | 1917          | 20                                                          | Retiré      |
| SPAD S.XIII                                              | France                 | 1917          | 8 472                                                       | Retiré      |
| SPAD S.XIV seaplane fighter                              | France                 | 1917          | 40                                                          | Retiré      |
| SPAD S.XV                                                | France                 | 1917          | 5                                                           | Abandonné   |
| SPAD S.XVII                                              | France                 | 1918          | 20                                                          | Retiré      |
| SPAD S.XX                                                | France                 | 1918          | 100                                                         | Retiré      |
| SPAD S.XXI                                               | France                 | 1918          | 2                                                           | Abandonné   |
| SPAD S.XXII                                              | France                 | 1919          | 1                                                           | Abandonné   |
| SPAD S.XXIV ship's fighter                               | France                 | 1918          | 1                                                           | Abandonné   |
| Spyker-Trompenburg V.3                                   | Netherlands            | 1918          | 1                                                           | Abandonné   |
| Standard E-1                                             | United States          | 1917          | 168                                                         | Retiré      |
| Sturtevant B speed scout/pursuit                         | United States          | 1916          | 1                                                           | Abandonné   |
| Sukhoi Su-1 & Su-3 chasseur de haute altitude            | URSS                   | 1940          | 2                                                           | Abandonné   |
| Soukhoï Su-5 mixed power fighter                         | URSS                   | 1945          | 1                                                           | Abandonné   |
| Sukhoi Su-7 (1944)                                       | URSS                   | 1944          | 1                                                           | Abandonné   |
| Soukhoï Su-9 (1946)                                      | URSS                   | 1946          | 1                                                           | Abandonné   |
| Sukhoi Su-11 (1947)                                      | URSS                   | 1947          | 1                                                           | Abandonné   |
| Sukhoi Su-15 (1949)                                      | URSS                   | 1949          | 1                                                           | Abandonné   |
| Soukhoï Su-7                                             | URSS                   | 1955          | 1 847                                                       | Retiré      |
| Sukhoi T-3                                               | URSS                   | 1956          | 3                                                           | Abandonné   |
| Sukhoi P-1                                               | URSS                   | 1957          | 1                                                           | Abandonné   |
| Sukhoi Su-9                                              | URSS                   | 1957          | 1 100                                                       | Retiré      |
| Soukhoï Su-11                                            | URSS                   | 1958          | 108                                                         | Retiré      |
| Sukhoi Su-15                                             | URSS                   | 1962          | 1 290                                                       | Retiré      |
| Sukhoi Su-17, 20 & 22                                    | URSS                   | 1966          | 2 867                                                       | Operational |
| Sukhoi Su-27                                             | URSS                   | 1977          | 680                                                         | Operational |
| Sukhoi Su-30                                             | Russie                 | 1989          | 396                                                         | Operational |
| Sukhoi Su-32/Su-34                                       | Russie                 | 1990          | 15                                                          | Operational |
| Sukhoi Su-33                                             | Russie                 | 1987          | 24                                                          | Operational |
| Sukhoi Su-27M/Su-35                                      | Russie                 | 1988          | 18                                                          | Operational |
| Sukhoi Su-37                                             | Russie                 | 1996          | 2                                                           | Abandonné   |
| Sukhoi Su-47                                             | Russie                 | 1997          | 1                                                           | Prototype   |
| Sukhoi PAK FA/HAL FGFA                                   | Russie, Inde           | 2010          | 3                                                           | Prototype   |
| Supermarine 224 F.7/30                                   | Royaume-Uni            | 1934          | 1                                                           | Abandonné   |
| Supermarine 508                                          | Royaume-Uni            | 1951          | 2                                                           | Abandonné   |
| Supermarine 510                                          | Royaume-Uni            | 1948          | 1                                                           | Abandonné   |
| Supermarine 525                                          | Royaume-Uni            | 1954          | 1                                                           | Abandonné   |
| Supermarine 528                                          | Royaume-Uni            | 1950          | 1                                                           | Abandonné   |
| Supermarine 529                                          | Royaume-Uni            | 1952          | 1                                                           | Abandonné   |
| Supermarine 535                                          | Royaume-Uni            | 1950          | 1                                                           | Abandonné   |
| Supermarine Attacker                                     | Royaume-Uni            | 1946          | 185                                                         | Retiré      |
| Supermarine Scimitar                                     | Royaume-Uni            | 1956          | 76                                                          | Retiré      |
| Supermarine Seafang                                      | Royaume-Uni            | 1946          | 18                                                          | Abandonné   |
| Supermarine Seafire                                      | Royaume-Uni            | 1941          | 2 334                                                       | Retiré      |
| Supermarine Sea King seaplane fighter                    | Royaume-Uni            | 1920          | 2                                                           | Abandonné   |
| Supermarine Spitfire                                     | Royaume-Uni            | 1936          | 20 351                                                      | Retiré      |
| Supermarine Spiteful                                     | Royaume-Uni            | 1944          | 19                                                          | Abandonné   |
| Supermarine Swift                                        | Royaume-Uni            | 1948          | 197                                                         | Retiré      |
| Svenska Aero Jaktfalken I & II                           | Suède                  | 1929          | 19                                                          | Retiré      |

### T
- Haut – A
- B
- C
- D
- E
- F
- G
- H
- I
- J
- K
- L
- M
- N
- O
- P
- Q
- R
- S
- T
- U
- V
- W
- X
- Y
- Z

Les liens présents dans cette section ne sont pas traduits. Vous pouvez améliorer l'article en vérifiant s'il existe un lien interlangues pointant sur un article français dans l'article correspondant en anglais. Si ce n'est pas le cas, vous pouvez utiliser le modèle {{lien}} (Comment modifier une page).
| Nom de l'avion                           | Pays d'origine | Année 1er vol | Nb. produits | Statut    |
| ---------------------------------------- | -------------- | ------------- | ------------ | --------- |
| Tachikawa Ki-106                         | Japon          | 1945          | 3            | Abandonné |
| Tairov Ta-1 (en) chasseur d'escorte      | URSS           | 1939          | 2            | Abandonné |
| Tairov Ta-3 (en) chasseur d'escorte      | URSS           | 1939          | 4            | Abandonné |
| Tebaldi-Zari (en)                        | Italie         | 1919          | 1            | Abandonné |
| Tereshchenko No 7                        | Empire russe   | 1916          | 1            | Abandonné |
| Thomas-Morse MB-1 (en)                   | États-Unis     | 1918          | 2            | Abandonné |
| Thomas-Morse MB-2 (en)                   | États-Unis     | 1918          | 2            | Abandonné |
| Thomas-Morse MB-3 (en)                   | États-Unis     | 1919          | 260          | Retiré    |
| Thomas-Morse MB-9 (en)                   | États-Unis     | 1922          | 1            | Abandonné |
| Thomas-Morse XP-13 (en)                  | États-Unis     | 1929          | 1            | Abandonné |
| Thomas Morse TM-23                       | États-Unis     | 1924          | 1            | Abandonné |
| Thulin K (en)                            | Suède          | 1917          | 19           | Retiré    |
| TNCA Series C Microplano (en)            | Mexique        | 1918          | 1            | Abandonné |
| TNCA Series E Tololoche (es)             | Mexique        | 1924          | 4            | Retiré    |
| Tokorozawa Koshiki-2                     | Japon          | 1922          | 2            | Abandonné |
| Tomasevic I-110 chasseur lourd           | URSS           | 1942          | 1            | Abandonné |
| Tupolev ANT-5/I-4                        | URSS           | 1927          | 369          | Retiré    |
| Tupolev ANT-13/I-8 (en)                  | URSS           | 1930          | 1            | Abandonné |
| Tupolev ANT-21 (en)                      | URSS           | 1933          | 2            | Abandonné |
| Tupolev ANT-23/I-12 (en)                 | URSS           | 1931          | 1            | Abandonné |
| Tupolev ANT-29 (en) cannon fighter       | URSS           | 1935          | 1            | Abandonné |
| Tupolev ANT-31/I-14                      | URSS           | 1933          | 20           | Retiré    |
| Tupolev ANT-46/DI-8 heavy cannon fighter | URSS           | 1935          | 1            | Abandonné |
| Tupolev Tu-1 (en) chasseur de nuit       | URSS           | 1947          | 1            | Abandonné |
| Tupolev Tu-128                           | URSS           | 1961          | 188          | Retiré    |
| TuAF TFX                                 | Turquie        | n/a           | 0            | Projet    |

### V
Pour permettre la mise à jour au fur et à mesure de la traduction.
| Nom de l'avion                                             | Pays d'origine       | Année 1er vol | Nb. produits | Statut    |
| ---------------------------------------------------------- | -------------------- | ------------- | ------------ | --------- |
| VEF I-16 (en)                                              | Lettonie             | 1940          | 10           | Abandonné |
| VFW VAK 191B chasseur à décollage et atterrissage vertical | Allemagne de l'Ouest | 1971          | 3            | Abandonné |
| VL Humu (en)                                               | Finlande             | 1944          | 1            | Abandonné |
| VL Mörkö-Morane                                            | Finlande             | 1943          | 41           | Retiré    |
| VL Myrsky                                                  | Finlande             | 1941          | 51           | Retiré    |
| VL Pyörremyrsky (en)                                       | Finlande             | 1945          | 1            | Abandonné |
| Vickers E.F.B.1 (en)                                       | Royaume-Uni          | 1913          | 1            | Abandonné |
| Vickers E.F.B.2                                            | Royaume-Uni          | 1913          | 1            | Abandonné |
| Vickers E.F.B.3                                            | Royaume-Uni          | 1913          | 1            | Abandonné |
| Vickers F.B.5                                              | Royaume-Uni          | 1914          | 224          | Retiré    |
| Vickers E.F.B.7 (en) chasseur bimoteur                     | Royaume-Uni          | 1915          | 1            | Abandonné |
| Vickers E.F.B.8 (en) chasseur bimoteur                     | Royaume-Uni          | 1915          | 1            | Abandonné |
| Vickers F.B.9                                              | Royaume-Uni          | 1915          | 119          | Retiré    |
| Vickers F.B.11 (en) chasseur d’escorte triplace            | Royaume-Uni          | 1916          | 1            | Abandonné |
| Vickers F.B.12 (en)                                        | Royaume-Uni          | 1916          | 20           | Retiré    |
| Vickers F.B.16 (en)                                        | Royaume-Uni          | 1916          | 3            | Abandonné |
| Vickers F.B.19 (en)                                        | Royaume-Uni          | 1916          | 62           | Retiré    |
| Vickers F.B.24 (en) chasseur biplace                       | Royaume-Uni          | 1917          | 3            | Abandonné |
| Vickers F.B.25 (en) chasseur de nuit                       | Royaume-Uni          | 1917          | 1            | Abandonné |
| Vickers E.S.1 (en)                                         | Royaume-Uni          | 1915          | 3            | Abandonné |
| Vickers Jockey (en)                                        | Royaume-Uni          | 1930          | 1            | Abandonné |
| Vickers Type 123 & 141 (en)                                | Royaume-Uni          | 1926          | 1            | Abandonné |
| Vickers Type 143 Bolivian Scout (en)                       | Royaume-Uni          | 1929          | 6            | Retiré    |
| Vickers Type 161 (en)                                      | Royaume-Uni          | 1931          | 1            | Abandonné |
| Vickers Type 177 (en) chasseur embarqué                    | Royaume-Uni          | 1929          | 1            | Abandonné |
| Vickers Type 432                                           | Royaume-Uni          | 1942          | 1            | Abandonné |
| Vickers Vampire (en)                                       | Royaume-Uni          | 1917          | 4            | Abandonné |
| Vickers Venom (en)                                         | Royaume-Uni          | 1936          | 1            | Abandonné |
| Vickers Vireo (en)                                         | Royaume-Uni          | 1928          | 1            | Abandonné |
| Villiers II (en) 2 seat carrier fighter                    | France               | 1925          | 32           | Retiré    |
| Villiers V (en) chasseur de nuit                           | France               | 1926          | 1            | Abandonné |
| Villiers VIII (en) single seat carrier fighter             | France               | 1926          | 1            | Abandonné |
| Villiers XXIV chasseur de nuit                             | France               | 1926          | 1            | Abandonné |
| Vought VE-7S & VE-7SF                                      | États-Unis           | 1917          | 12           | Retiré    |
| Vought VE-8                                                | États-Unis           | 1918          | 2            | Abandonné |
| Vought VE-9                                                | États-Unis           | 1922          | 41           | Retiré    |
| Vought V-80                                                | États-Unis           | 1933          | 5            | Retiré    |
| Vought V-141/V-143                                         | États-Unis           | 1936          | 1            | Abandonné |
| Vought FU                                                  | États-Unis           | 1926          | 20           | Retiré    |
| Vought XF2U                                                | États-Unis           | 1929          | 1            | Abandonné |
| Vought XF3U                                                | États-Unis           | 1933          | 1            | Abandonné |
| Vought F4U/FG/F3A Corsair                                  | États-Unis           | 1940          | 12 571       | Retiré    |
| Vought XF5U                                                | États-Unis           | 1947          | 2            | Abandonné |
| Vought F6U Pirate                                          | États-Unis           | 1946          | 33           | Abandonné |
| Vought F7U Cutlass                                         | États-Unis           | 1948          | 320          | Retiré    |
| Vought F8U/F-8 Crusader                                    | États-Unis           | 1955          | 1 261        | Retiré    |
| Vought XF8U-3 Crusader III                                 | États-Unis           | 1958          | 5            | Abandonné |
| Vultee XP-54                                               | États-Unis           | 1943          | 2            | Abandonné |
| Vultee P-66 Vanguard                                       | États-Unis           | 1939          | 146          | Retiré    |

### W
- Haut – A
- B
- C
- D
- E
- F
- G
- H
- I
- J
- K
- L
- M
- N
- O
- P
- Q
- R
- S
- T
- U
- V
- W
- X
- Y
- Z

Pour permettre la mise à jour au fur et à mesure de la traduction.
| Nom de l'avion                                             | Pays d'origine         | Année 1er vol | Nombre construit(s) | Statut    |        |
| ---------------------------------------------------------- | ---------------------- | ------------- | ------------------- | --------- | ------ |
| Waco CSO-A/240A                                            |                        | États-Unis    | 1927                | 11        | Retiré |
| Waco CTO-A                                                 | États-Unis             | 1927          | 1                   | Abandonné |        |
| Weiss Manfred WM-23                                        | Hongrie                | 1941          | 1                   | Abandonné |        |
| Westland C.O.W. Gun Fighter                                | Royaume-Uni            | 1930          | 1                   | Abandonné |        |
| Westland F.7/30                                            | Royaume-Uni            | 1934          | 1                   | Abandonné |        |
| Westland Interceptor                                       | Royaume-Uni            | 1929          | 1                   | Abandonné |        |
| Westland N.1B hydravion de chasse                          | Royaume-Uni            | 1917          | 2                   | Abandonné |        |
| Westland Wagtail                                           | Royaume-Uni            | 1918          | 5                   | Abandonné |        |
| Westland Weasel                                            | Royaume-Uni            | 1918          | 4                   | Abandonné |        |
| Westland Welkin intercepteur de haute altitude             | Royaume-Uni            | 1942          | 75                  | Retiré    |        |
| Westland Westbury chasseur de défense aérienne             | Royaume-Uni            | 1926          | 2                   | Abandonné |        |
| Westland Whirlwind                                         | Royaume-Uni            | 1938          | 116                 | Retiré    |        |
| Westland Wizard                                            | Royaume-Uni            | 1927          | 1                   | Abandonné |        |
| Westland Wyvern chasseur-torpilleur/avion de frappe au sol | Royaume-Uni            | 1946          | 127                 | Retiré    |        |
| Weymann W-1                                                | France                 | 1915          | 1                   | Abandonné |        |
| Wibault 1                                                  | France                 | 1918          | 1                   | Abandonné |        |
| Wibault 3                                                  | France                 | 1923          | 1                   | Abandonné |        |
| Wibault 7 & Vickers Wibault                                | France                 | 1924          | 168                 | Retiré    |        |
| Wibault 8 Simoun                                           | France                 | 1926          | 1                   | Abandonné |        |
| Wibault 9                                                  | France                 | 1926          | 1                   | Abandonné |        |
| Wibault 12, 121 & 122 Sirocco                              | France                 | 1926          | 3                   | Abandonné |        |
| Wibault 130 Trombe & 170 Tornade chasseur léger            | France                 | 1928          | 3                   | Abandonné |        |
| Wibault 210                                                | France                 | 1929          | 1                   | Abandonné |        |
| Wibault 313                                                | France                 | 1932          | 1                   | Abandonné |        |
| Wight Baby hydravion de chasse                             | Royaume-Uni            | 1916          | 3                   | Abandonné |        |
| Wight Quadruplane                                          | Royaume-Uni            | 1916          | 1                   | Abandonné |        |
| WKF D.I                                                    | Empire austro-hongrois | 1918          | 2                   | Abandonné |        |
| WKF Dr.I                                                   | Empire austro-hongrois | 1918          | 1                   | Abandonné |        |
| Wright XF3W                                                | États-Unis             | 1926          | 1                   | Abandonné |        |

### X
- Haut – A
- B
- C
- D
- E
- F
- G
- H
- I
- J
- K
- L
- M
- N
- O
- P
- Q
- R
- S
- T
- U
- V
- W
- X
- Y
- Z

| Nom de l'avion | Pays d'origine | Année 1er vol | Nb. produits | Statut       |
| -------------- | -------------- | ------------- | ------------ | ------------ |
| Xian JH-7      | Chine (PRC)    | 1988          | 192          | Opérationnel |

### Y
- Haut – A
- B
- C
- D
- E
- F
- G
- H
- I
- J
- K
- L
- M
- N
- O
- P
- Q
- R
- S
- T
- U
- V
- W
- X
- Y
- Z

| Nom de l'avion                                                | Pays d'origine | Année 1er vol | Nb. produits | Statut    |
| ------------------------------------------------------------- | -------------- | ------------- | ------------ | --------- |
| Yakovlev Yak-1                                                | URSS           | 1940          | 8 700        | Retiré    |
| Yakovlev Yak-2                                                | URSS           | 1939          | 1            | Abandonné |
| Yakovlev Yak-3                                                | URSS           | 1941          | 4 848        | Retiré    |
| Yakovlev Yak-7                                                | URSS           | 1940          | 6 399        | Retiré    |
| Yakovlev Yak-9                                                | URSS           | 1942          | 16 769       | Retiré    |
| Yakovlev Yak-15                                               | URSS           | 1946          | 280          | Retiré    |
| Yakovlev Yak-17                                               | URSS           | 1947          | 430          | Retiré    |
| Yakovlev Yak-19                                               | URSS           | 1947          | 2            | Abandonné |
| Yakovlev Yak-23                                               | URSS           | 1947          | 310          | Retiré    |
| Yakovlev Yak-25 (1947) (en)                                   | URSS           | 1947          | 1            | Abandonné |
| Yakovlev Yak-25 intercepteur                                  | URSS           | 1952          | 638          | Retiré    |
| Yakovlev Yak-27 intercepteur                                  | URSS           | 1956          | 3 +          | Abandonné |
| Yakovlev Yak-28 intercepteur                                  | URSS           | 1960          | 435          | Retiré    |
| Yakovlev Yak-30 (1948) (ru)                                   | URSS           | 1948          | 2            | Abandonné |
| Yakovlev Yak-36 chasseur à décollage et atterrissage vertical | URSS           | 1963          | 12           | Abandonné |
| Yakovlev Yak-38 chasseur à décollage et atterrissage vertical | URSS           | 1971          | 231          | Retiré    |
| Yakovlev Yak-141                                              | URSS           | 1987          | 2            | Abandonné |
| Yakovlev Yak-50 (1949)                                        | URSS           | 1949          | 3            | Abandonné |
| Yatsenko I-28                                                 | URSS           | 1939          | 7            | Abandonné |
| Yokosuka D4Y Suisei chausseur lourd de nuit                   | Japon          | 1940          | 16+          | Retiré    |
| Yokosuka P1Y Ginga chasseur de nuit                           | Japon          | 1943          | 96           | Retiré    |

### Z
- Haut – A
- B
- C
- D
- E
- F
- G
- H
- I
- J
- K
- L
- M
- N
- O
- P
- Q
- R
- S
- T
- U
- V
- W
- X
- Y
- Z

| Nom de l'avion                     | Pays d'origine  | Année 1er vol | Nb. produits | Statut    |
| ---------------------------------- | --------------- | ------------- | ------------ | --------- |
| Zeppelin-Lindau (Dornier) D.I (en) | Empire allemand | 1918          | 7            | Abandonné |